# Amerikai Egyesült Államok
Az Amerikai Egyesült Államok, gyakran Egyesült Államok, a köznyelvben egyszerűen Amerika (angolul: United States of America, United States, USA, kiejtés: /jʊˈnaɪtəd steɪts ʌv əˈmɛɹ̠ɪkə/) független szövetségi köztársaság, amely ötven tagállamot és egy szövetségi kerületet foglal magában. Az ország Észak-Amerika középső részén terül el, ahol negyvennyolc állama és a fővárosi kerülete fekszik a Csendes- és az Atlanti-óceán között, északról Kanada és délről Mexikó által határolva. Alaszka állam a kontinens északnyugati részén található Kanada és a Bering-szoroson keresztül Oroszország között, míg Hawaii állam egy szigetcsoport a Csendes-óceán közepén. Az Egyesült Államok birtokol még ezen kívül társult államokat, tengerentúli területeket és van egy bérelt területe is.
9,83 millió km²-es területével és mintegy 340 millió fős lakosságával (2024) a világ harmadik legnagyobb és harmadik legnépesebb állama. Gazdasága a Föld országai közül kiemelkedő, a világ GDP-jének mintegy ötöde.
Katonai, gazdasági, kulturális és politikai befolyása leginkább a 19. és a 20. században nőtt meg. A Szovjetunió felbomlása után az USA maradt az egyetlen szuperhatalom, a világ legjelentősebb gazdasági és katonai nagyhatalma egészen addig, ameddig elsősorban Kína, másodrészt India és más országok nemzetközi tekintélye és gazdasági ereje fel nem zárkózik hozzá.

## Földrajz
| \| Kanada Mexikó Albuquerque Anchorage Annapolis Atlanta Augusta Austin Baton Rouge Bismarck Boise Boston Reno Charleston Cheyenne Chicago Columbia Columbus Concord Dallas Denver Des Moines Detroit El Paso Fargo Frankfort Harrisburg Hartford Helena Honolulu Houston Indianapolis Jackson Jacksonville Jef. City Juneau Kansas City Lansing Las Vegas Lincoln Little Rock Los Angeles Milwaukee Memphis Miami Minneapolis Montgomery Montpelier Nashville New Orleans New York Oklahoma City Olympia Philadelphia Phoenix Pierre Portland Providence Raleigh Richmond Sacramento St. Louis Saint Paul Salem San Antonio San Diego San Francisco Salt Lake City Santa Fe Seattle Springfield Tallahassee Tampa Trenton Topeka Tucson Washington Atlanti-óceán Csendes- óceán Mexikói-öböl Nagy-tavak Szent Lőrinc-folyó Mississippi Missouri (folyó) Sziklás-hegység \| \| térkép szerkesztése \| |
| Kanada Mexikó Albuquerque Anchorage Annapolis Atlanta Augusta Austin Baton Rouge Bismarck Boise Boston Reno Charleston Cheyenne Chicago Columbia Columbus Concord Dallas Denver Des Moines Detroit El Paso Fargo Frankfort Harrisburg Hartford Helena Honolulu Houston Indianapolis Jackson Jacksonville Jef. City Juneau Kansas City Lansing Las Vegas Lincoln Little Rock Los Angeles Milwaukee Memphis Miami Minneapolis Montgomery Montpelier Nashville New Orleans New York Oklahoma City Olympia Philadelphia Phoenix Pierre Portland Providence Raleigh Richmond Sacramento St. Louis Saint Paul Salem San Antonio San Diego San Francisco Salt Lake City Santa Fe Seattle Springfield Tallahassee Tampa Trenton Topeka Tucson Washington Atlanti-óceán Csendes- óceán Mexikói-öböl Nagy-tavak Szent Lőrinc-folyó Mississippi Missouri (folyó) Sziklás-hegység                                 |
| térkép szerkesztése |

### Domborzat

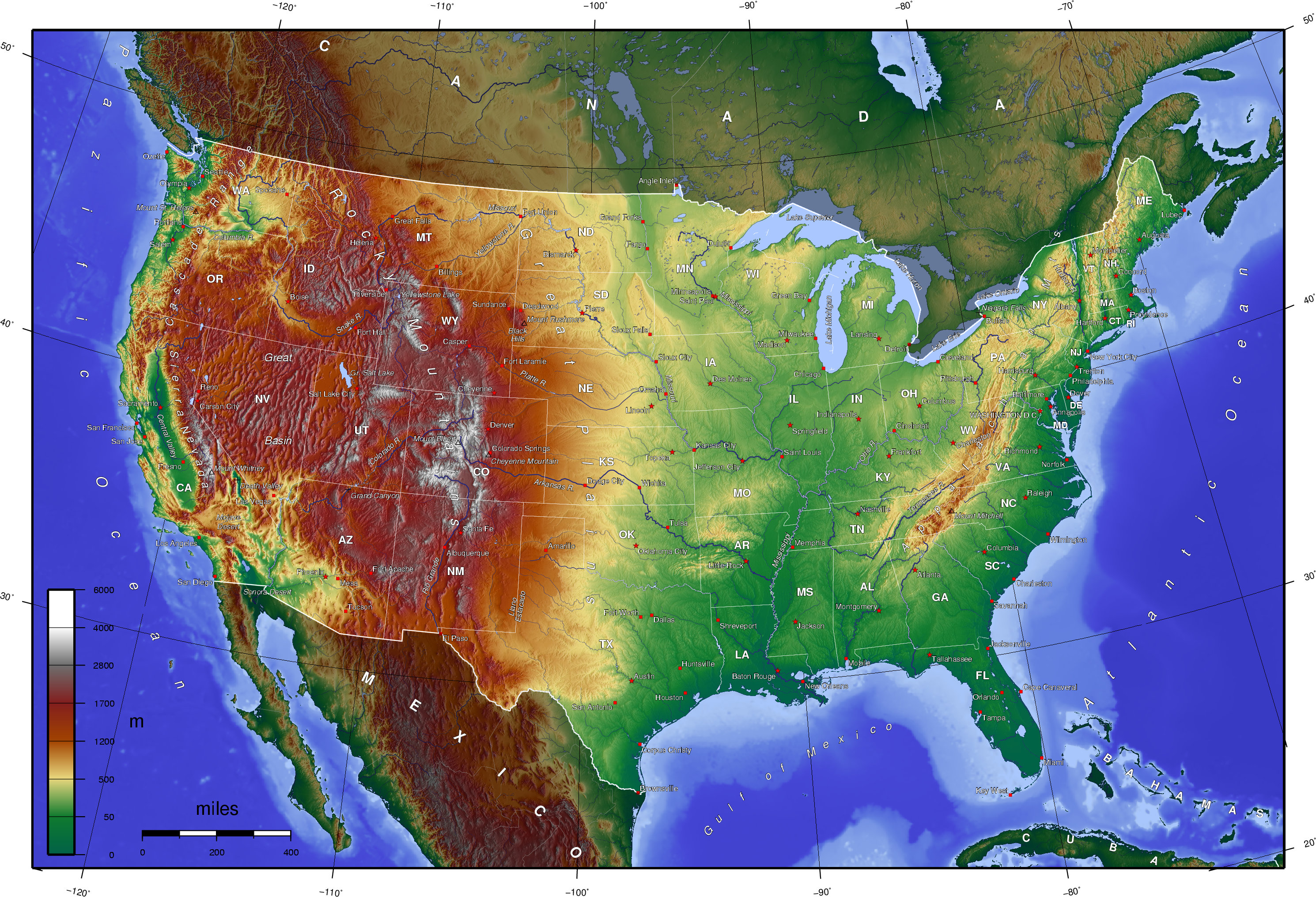
Az ország domborzati térképe

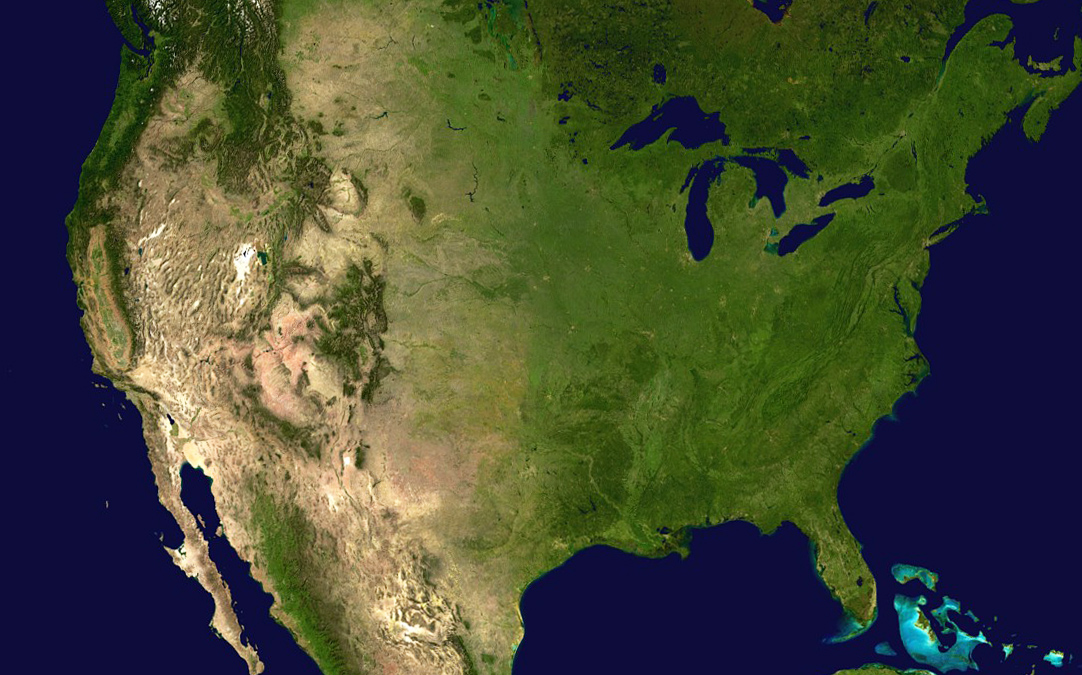
Az ország műholdas képe

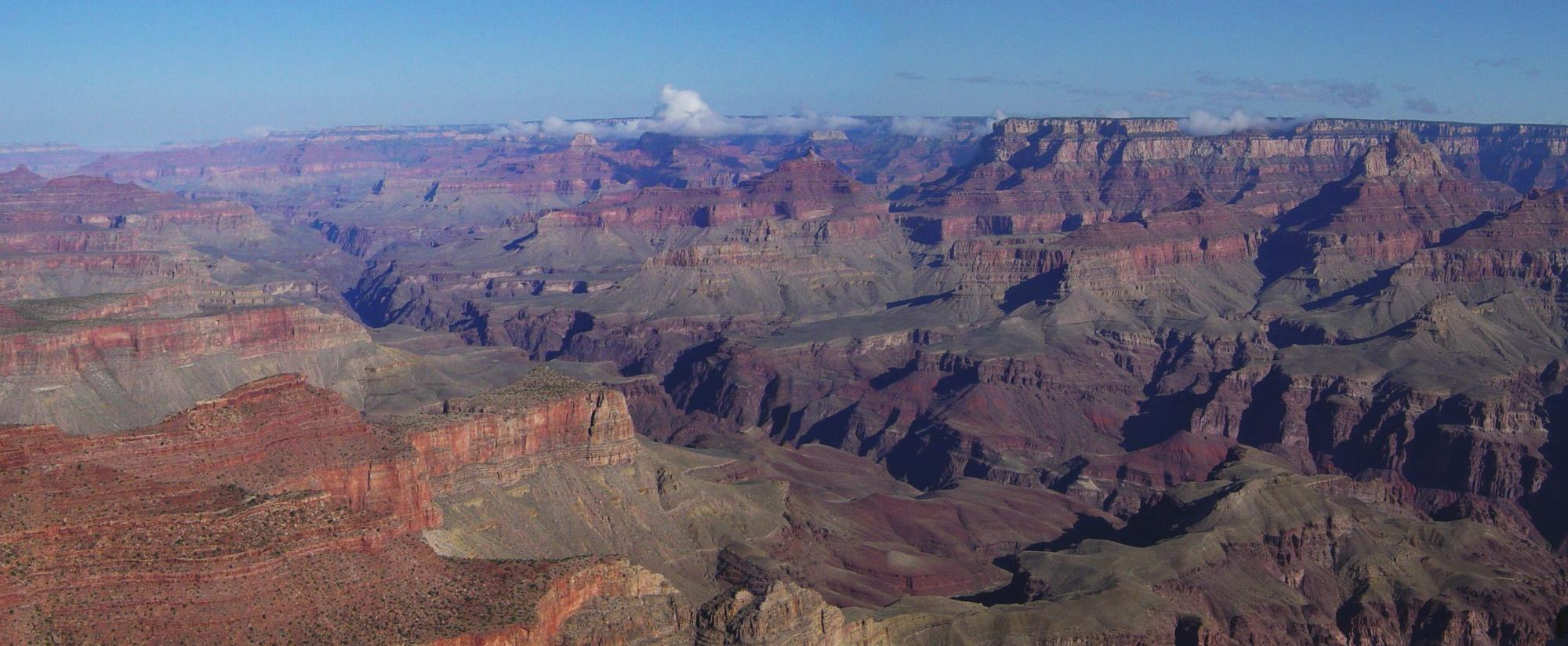
Grand Canyon, az ország egyik legismertebb természeti látványossága

Az USA természetföldrajz szempontjából a következő nagytájakra és nagytájcsoportokra oszlik:
- Appalache-hegység

ÉK–DNY csapásirányú hegység a kontinens keleti felén, amelyet a Hudson-folyó két részre tagol. Az északi része a Kaledóniai-, a déli része a Variszkuszi-hegységrendszer tagja. A Kaledóniai-hegységképződés első szakasza – amely az Amerikai Egyesült Államok területére esik – gyűrődés során keletkezett, üledékes hegységek. Majd főleg északon gránit benyomulások alakultak ki (Newfoundland, New-Brunswick). A Variszkuszi-hegységképződés során alakult ki a Déli-Appalache négy párhuzamos vonulata, amely nyugaton üledékes, keleten inkább kristályos kőzetekből áll.
- Belső- vagy Központi-síkság

Az ország középső területét zömmel tengeri üledékkel borított síkságok jellemzik.
- Öt-tó vidéke vagy Nagy-tavak vidéke

Öt hatalmas tó van itt egymással kapcsolatban, valóságos kis tengert alkotva:
- Felső-tó
- Huron-tó
- Michigan-tó
- Erie-tó
- Ontario-tó

Mindezek mellett a vidék tagjaira jellemző az, hogy az üledékek – olykor dőlt – rétegeket alkotnak, a rétegek pedig olykor réteglépcsőben szakadnak meg, ami olyan csodálatos tájak kialakulását vonta maga után, mint a Niagara lépcsője, a Niagara-vízesés. A jégkorszak következményeként morénavonulatok alakultak ki itt (például: Oak Ridge – Tennessee államban).
- Mississippi-medence

Északi részén főként morénák találhatók a felszínen, délen pedig elsősorban lösz. A pleisztocén kor jégtakarója a Missouri és Ohio (a Mississippi mellékfolyói) vonaláig húzódott a legkeményebb jégkorszak alatt.
- Préri-tábla

Nyugat felé enyhén emelkedik, de igen nagy terület lévén a két „széle” között helyenként 1000 méteres magasságkülönbség is van. Leginkább krétakori üledék borítja egyhangú felszínét. Helyenként réteglépcsők, bazaltvulkánok találhatók. A pleisztocén jege néhol marta felszínét és az olvadás is ritkán 300 méteres vízmosásokat hozott létre. Éghajlata ma is szélsőséges, így jobbára csak fűfélék lepik.
- Partmenti síkságok

Délkeleten a Mexikói-öböl és az Atlanti-óceán határolja, tengeri (harmadidőszakból), illetve folyóvízi üledék fedi. A part folyamatosan épül, a tenger dűnéket és turzásokat rak a fenékre. Lagúnái látványosak.
- Kordillerák

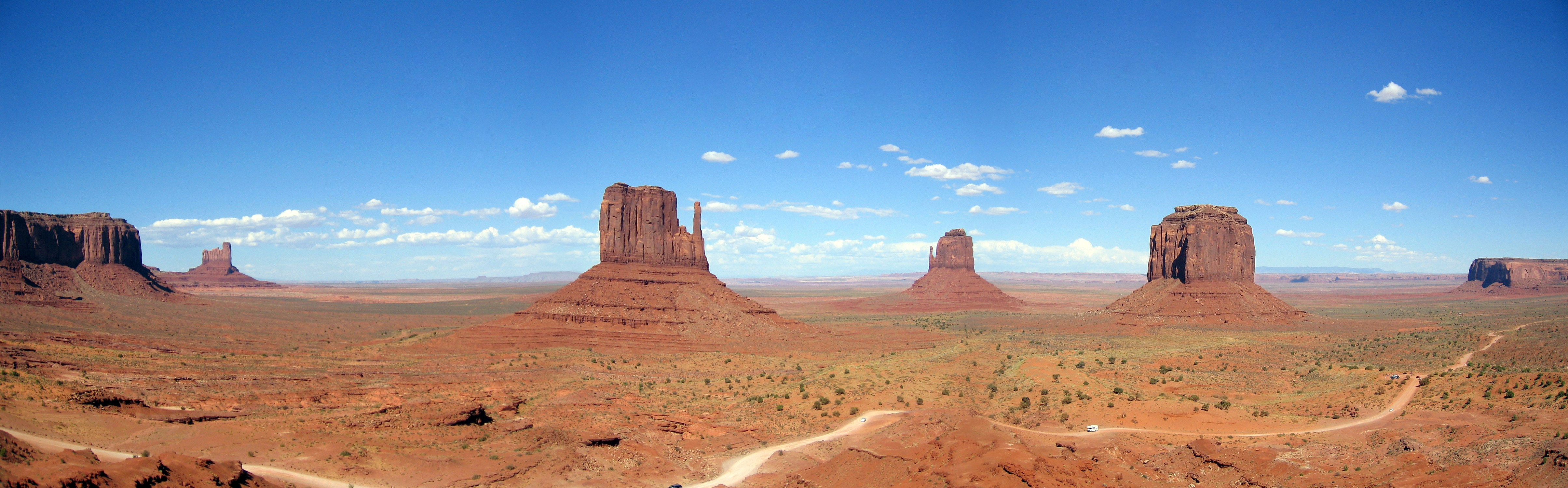
Monument Valley

A Cirkumpacifikus-hegységrendszer tagja; a part menti Nyugati-Kordillerákból, a Keleti-Kordillerákból és a köztük húzódó belső medencéből, illetve fennsíkból áll.
A Nyugati-Kordillerák belső vonulatának része a Cascade-hegység, amely vulkáni kúpokkal teljes, és a zömében kristályos Sierra Nevada. A külső vonulata lényegében a Parti-hegység. A két vonulatot árkok választják el, mint a Kaliforniai-árok.
- Sziklás-hegység

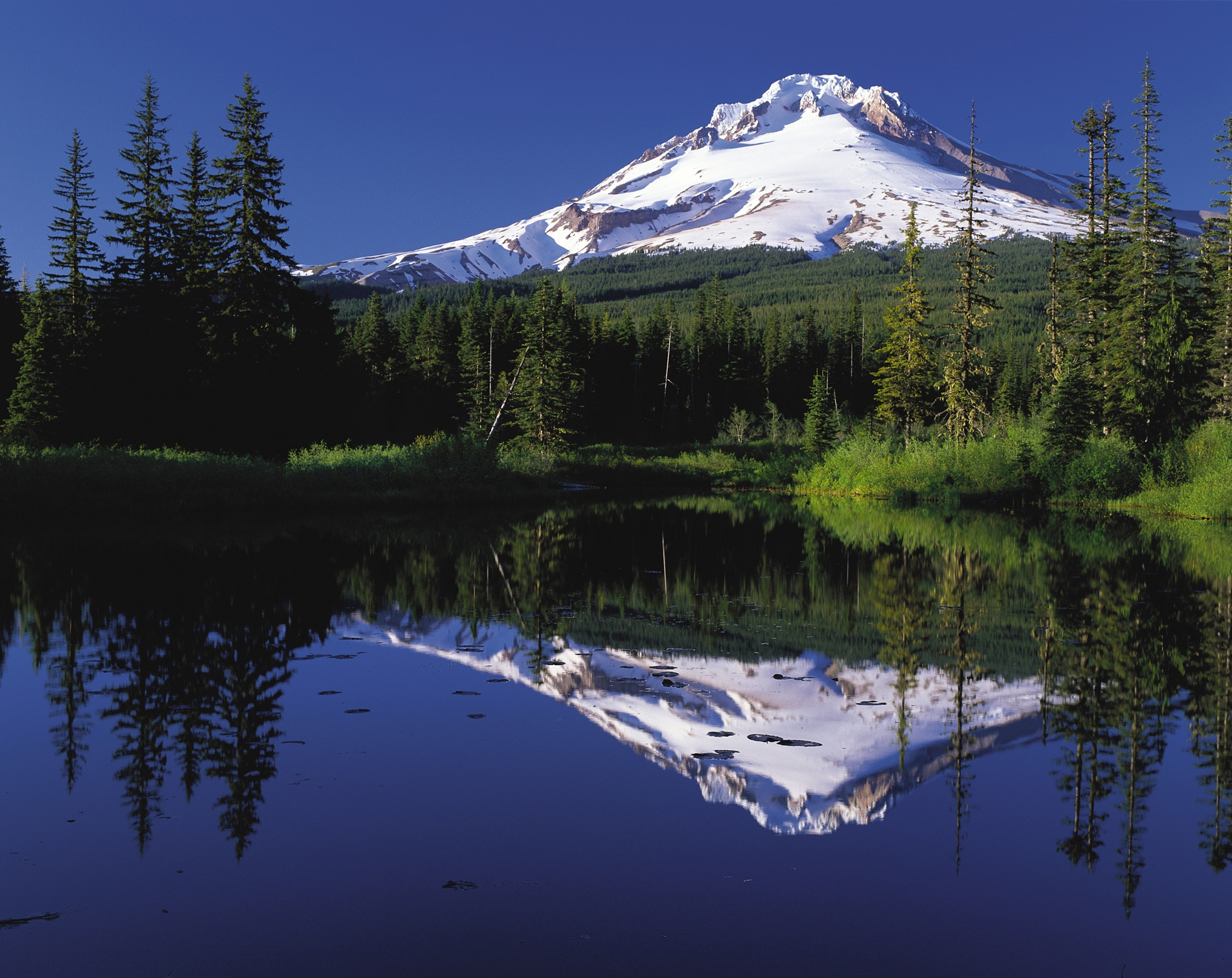
A Mount Hood Oregon államban

A Keleti-Kordillerák legidősebb tagja. A középidő végén elkezdődött gyűrődése, a harmadidőszakban feldarabolódott, de tűzhányók továbbra is építették, így az üledékes kőzetek tetején kristályos kőzetek magasodnak az egykori vulkánok helyén.
- Belső medencék és fennsíkok

A Kolumbia-medencén hatalmas (harmadidőszaki) „bazaltplató” terül el. A Nagy medence száraz területén sós tavak és sósivatagok találhatóak (például: Nagy-Sós-tó). A Colorado-fennsík különleges látványt nyújt, mert a Colorado folyó bevágódása kanyonokat hozott létre (Például: Nagy-kanyon, angolul: Grand Canyon). Ennek különleges jelentősége van a földtörténeti korok vizsgálatában, hiszen itt több száz kilométer szélesen 1500 méter mélyen tanulmányozható az egymásra rakódás egyetlen kapavágás nélkül.
Az USA legmagasabb pontja az alaszkai Denali 6194 m.

### Vízrajz

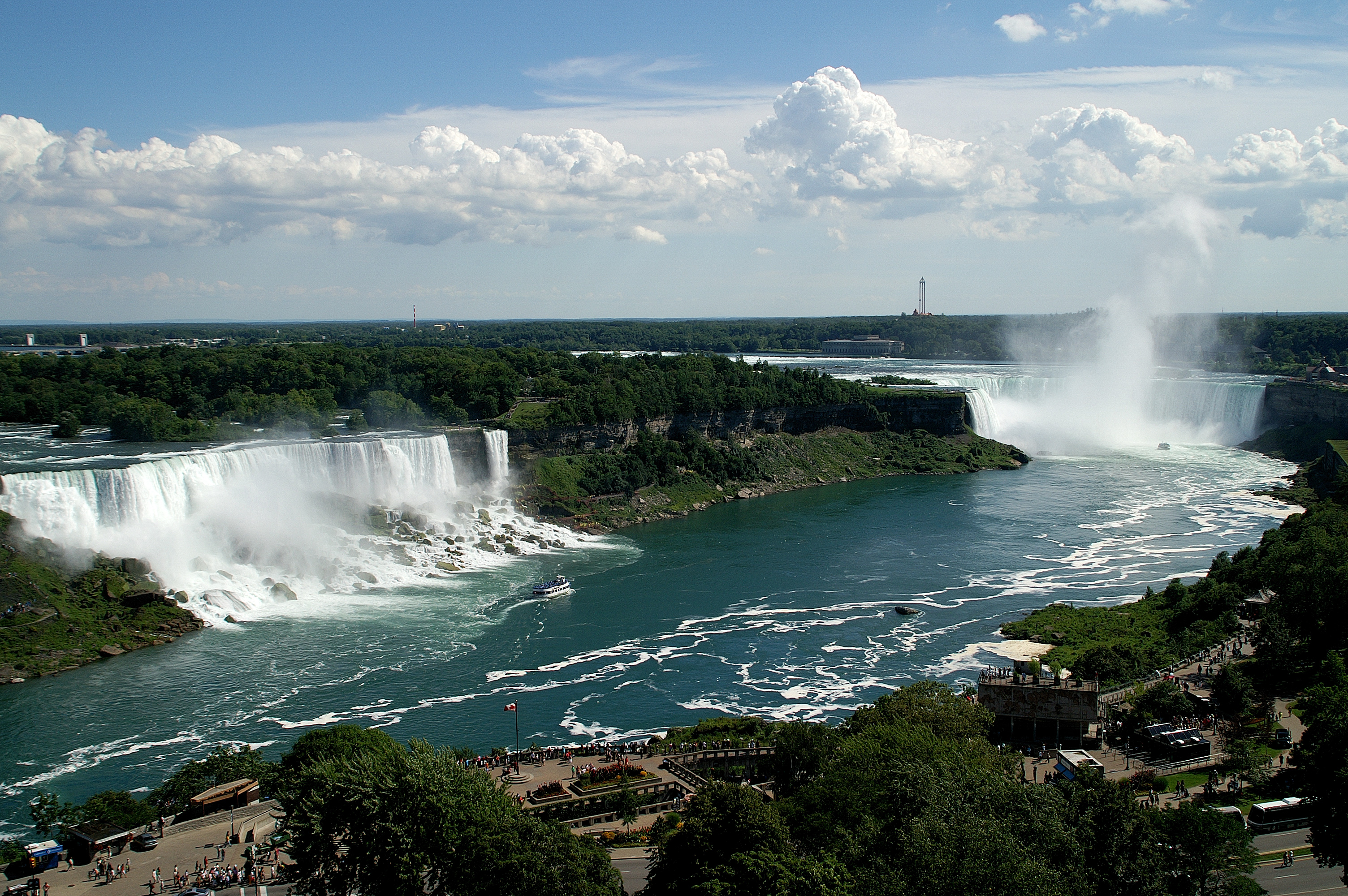
A Niagara-vízesés

Legfőbb folyók: Missouri, Mississippi, Yukon, Arkansas, Rio Grande, Colorado, Ohio, Vörös (Red)-folyó, Columbia, Snake, Yellowstone.

### Éghajlat
Az Egyesült Államokban a nagy méret és a földrajzi változatosság miatt többféle éghajlat alakult ki. A nyugati hosszúság 100. fokától keletre az éghajlat nedves kontinentális északon, és esős szubtrópusi délen. Florida déli csúcsának éghajlata trópusi, akárcsak Hawaii-é. A nyugati hosszúság 100. fokától nyugatra a préri félsivatagi. Ilyen a nyugati hegyvidék nagy része is. Az éghajlat száraz a Nagy-medencében, sivatagi délnyugaton, mediterrán Kalifornia partvidékén, óceáni Oregon és Washington partvidékén, valamint Dél-Alaszkában.
A szélsőséges időjárás nem szokatlan - a Mexikói-öböl partján fekvő államokban gyakori a hurrikán, Középnyugaton (Midwest) pedig a tornádó.

### Élővilág
Az Egyesült Államok ökológiailag rendkívül változatos. Az 1973-as veszélyeztetett fajokról szóló törvény védi a veszélyeztetett fajokat és azok élőhelyeit.

### Környezetvédelem
Az Amerikai Környezetvédelmi Hivatal, az USA szövetségi kormányzatához tartozó hivatal, melynek feladata a vegyi anyagokkal kapcsolatos szabályozás, az emberi egészség védelme a természeti erőforrások: föld, víz, levegő megőrzésén keresztül. Az EPA létrehozását Richard Nixon kezdeményezte, működését 1970. december 2-án kezdte meg, ettől kezdve ez a hivatal az első számú felelős az Amerikai Egyesült Államok környezetvédelmi tárgyú szabályozásáért. Igazgatóját közvetlenül az USA elnöke jelöli ki. Az EPA nem tartozik a kormányügynökségek közé, de általában vezetője bekerül a kabinetbe. A jelenlegi hivatalvezető és helyettese Stephen L. Johnson, illetve Marcus Peacock. A hivatalnak mintegy 18 000 főállású alkalmazottja van, a 2007-es adatok szerint 7,3 milliárd amerikai dollárral gazdálkodhatott.

#### Nemzeti parkok

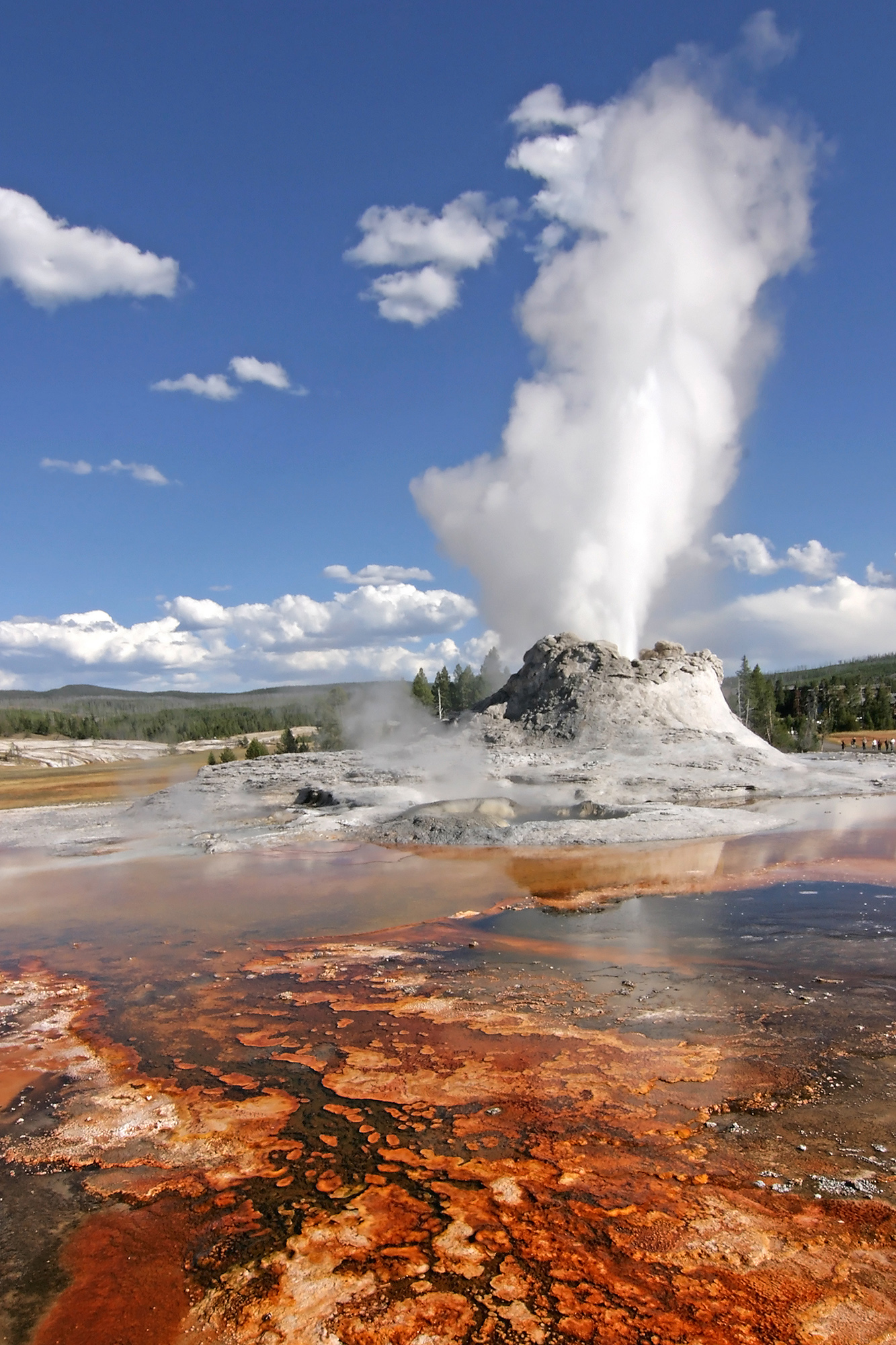
Egy gejzír a Yellowstone Nemzeti Parkban

A Sziklás-hegységben alapították a világ első nemzeti parkját, Yellowstone-t. Az országban hatvanhárom nemzeti park, valamint több száz más, szövetségi szinten kezelt park, erdő és vadon hagyott terület található. Az ország területének 28,8%-a van a kormány tulajdonában. Ennek nagy része védett terület, a többit bérbe adták kőolaj- és földgázbányászat, más bányászati tevékenység, fakitermelés, illetve marhatartás céljára; 2,4%-át használják katonai célokra.

#### Természeti világörökség
Az UNESCO által elismerten a természeti világörökség része:
- Yellowstone Nemzeti Park;
- Grand-kanyon Nemzeti Park;
- Everglades Nemzeti Park;
- Nemzeti parkok Alaszka és Kanada határán: Kluane Nemzeti Park, Wrangell-Saint Elias Nemzeti Park, Glacier Bay Nemzeti Park, Tatshenshini-Alsek Tartományi Park (Kanadával közös);
- Redwood Nemzeti Park;
- Mamut-barlang Nemzeti Park;
- Olympic Nemzeti Park;
- Great Smoky-hegység Nemzeti Park;
- Yosemite Nemzeti Park;
- Hawaii Vulkánok Nemzeti Park;
- Carlsbad Caverns Nemzeti Park;
- Waterton-Glacier Nemzetközi Békepark (Kanadával közös).

## Történelem

### Az USA létrejötte

A függetlenségi nyilatkozat, John Trumbull festménye

Nagy-Britannia 13 amerikai gyarmata 1776. július 4-én a függetlenségi nyilatkozat elfogadásával alakította meg az Amerikai Egyesült Államokat. Az ezt követő függetlenségi háborút az új állam nyerte Nagy-Britanniával szemben.
A függetlenségi háborút követően az új állam gyors fejlődésnek indult. A 19. század elején megvásárolták I. Napóleontól Louisiana francia gyarmatot, a spanyoloktól megszerezték Floridát, majd Mexikótól háborúban elhódították a mai Texas, Új-Mexikó, Kalifornia, Nevada, Arizona és még néhány állam területét. A jórészt indiánok lakta területeket fokozatosan európai bevándorlók foglalták el, lényegében kiirtva az őslakosságot. Az új területeken a század folyamán egymást követően hozták létre az új államokat, amelyek csatlakoztak az Unióhoz.

### Az amerikai polgárháború
A 19. század közepére mind élesebb ellentét alakult ki az északi, gyorsuló ütemben iparosodó államok és a déli, jórészt monokultúrás gyapottermeléssel foglalkozó főként Angliának eladó államok között. Utóbbiak munkaerő-szükségletét fekete rabszolgák biztosították. Az északi államokban ekkor már tilos volt a rabszolgatartás (szabad államok). A rabszolgaság ellen az 1850-es évektől mozgalom bontakozott ki. Amikor 1860-ban a rabszolgaságot ellenző, 1855-ben alakult Republikánus Párt elnökjelöltjét, Abraham Lincolnt választották elnökké, 11 déli állam (Texas, Louisiana, Mississippi, Arkansas, Tennessee, Alabama, Georgia, Florida, Dél-Karolina, Észak-Karolina, Virginia) kivált az Unióból, és Richmond fővárossal megalakították az Amerikai Konföderációs Államokat.
Elnökké Jefferson Davist választották. Ezzel kitört a polgárháború (Észak-Dél háború; 1861–1865). Az ötéves háború az északiak győzelmével ért véget, amivel helyreállt az Unió egysége.
1867-ben Oroszországtól megvásárolták Alaszkát.

### Nagyhatalommá válás

Az Amerikai Egyesült Államok címerállatának ábrázolása, sas zászlóval

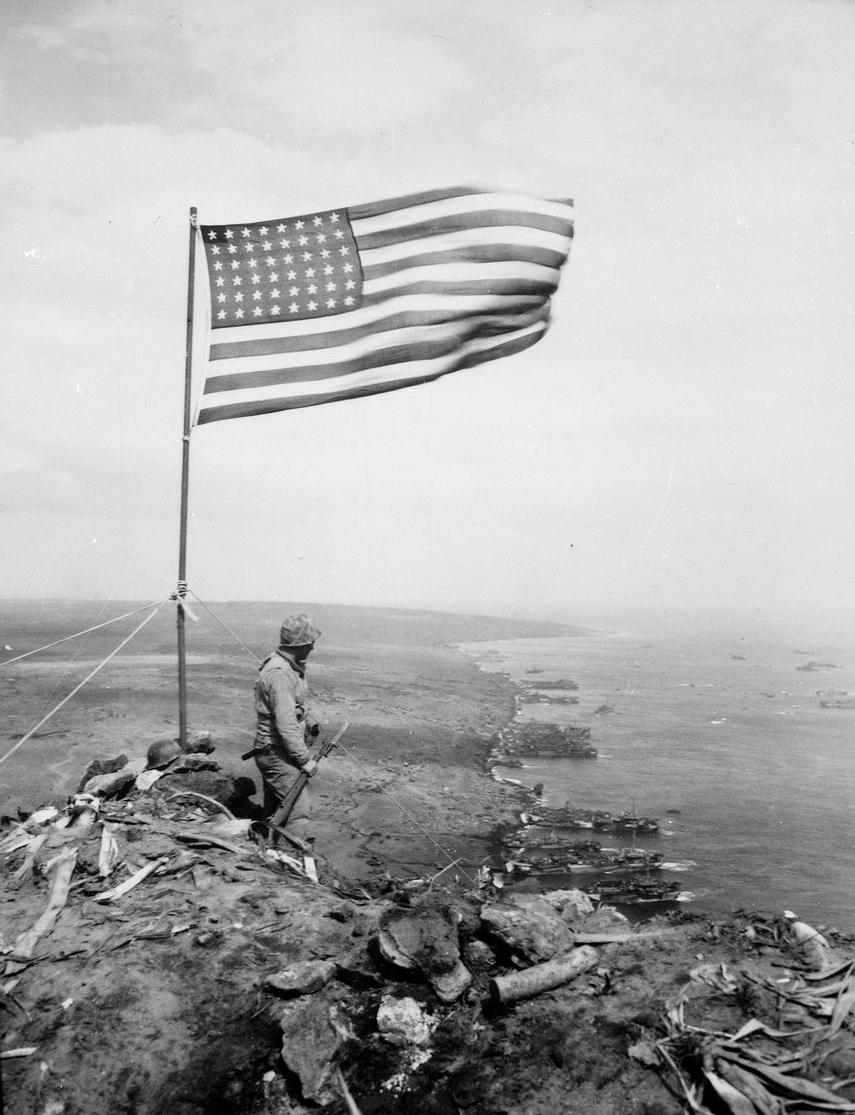
Amerika zászlaja a Szuribacsi hegyen, az Ivo Dzsima-i csata után

A 19–20. század fordulóján jelentős volt az európai bevándorlás, ami biztosította a gyors gazdasági fejlődés által megkívánt munkaerőt. A 20. század elejére az USA felsorakozott a világ nagy ipari hatalmai közé.
Az első világháború idején az USA az Antant-hatalmakkal szimpatizált, az amerikai közvélemény azonban sokáig idegenkedett attól, hogy beavatkozzanak az európai hatalmak ügyeibe. Amikor azonban 1917-ben Németország meghirdette a korlátlan tengeralattjáró-háborút Nagy-Britannia ellen, az USA belépett a háborúba, melyet 1918-ban meg is nyertek (a britek legfőbb katonai ellátója és hitelezője USA volt).
Az ezt követő évek gyors gazdasági fellendülését a nagy gazdasági világválság szakította meg. A válságból való kilábalásra Franklin Delano Roosevelt elnök meghirdette a New Dealnek („új megállapodás”) nevezett politikát, mely szerint recessziós időszakban az államnak kell beruházásokkal segíteni a gazdaságot.
Az Egyesült Államok kezdetben a második világháborúba sem lépett be, de a kölcsönbérleti törvény alapján utánpótlással és hadianyaggal segítette Nagy-Britanniát, Kínát és a Szovjetuniót. Az amerikai közvéleményre azonban drámai hatást gyakorolt a Pearl Harbor elleni váratlan japán támadás, és a következő nap, 1941. december 8-án az USA hadba lépett a tengelyhatalmak ellen. A II. világháború 1945-ös szövetséges győzelmében az Egyesült Államok roppant gazdasági erejének fontos szerepe volt. A háborúban meggyengült Nagy-Britannia helyébe Amerika lépett, és a kapitalista világ vezető hatalmává vált.

### A hidegháború
A második világháborúból az USA a világ legerősebb hatalmaként került ki, amellyel csak a Szovjetunió kelhetett versenyre. Így kialakult az úgynevezett kétpólusú demokratikus-kommunista világ, melyben két szuperhatalom szövetségi tömböket alakított ki, a Észak-Atlanti Szerződés Szövetségét (NATO-t) és a Varsói Szerződést. A szó szoros értelmében háború nem tört ki a két ország között, „csak” a két szuperhatalom által támogatott kisebb országok között (például koreai háború, vietnámi háború, a harmadik világ polgárháborúi stb.). A korszak (a CIA-KGB által vívott titkosszolgálati csörtéket leszámítva) így leginkább ideológiai összecsapásokból állt, melyek legfontosabb következménye az atomháború fenyegetése volt, szerves elemét képeszt a Szovjetunióval vívott fegyverkezési verseny és az űrverseny is.
1963-ban az USA, Nagy-Britannia és a Szovjetunió aláírta az atomcsendegyezményt amely megtiltotta a légköri, víz alatti és a világűrben végrehajtott atomkísérleteket.
A 60-as években az USA fokozatosan belebonyolódott a vietnámi háborúba.
Az elhúzódó konfliktus egyre nagyobb elégedetlenséget váltott ki, az évtized közepétől erősödő tömegmozgalom követelte a háború befejezését.
Ezzel párhuzamosan bontakozott ki a lakosság akkor mintegy 15%-át kitevő afroamerikaiak polgárjogi mozgalma.
A déli – jórészt az egykori Konföderációhoz tartozó – államokban ekkor még hivatalos volt a faji elkülönítés.
1964. július 3-án törvény született a feketék és a nők diszkriminációja ellen.
Az 1970-es évek két olajválsága komolyabb gazdaságpolitikai intézkedések bevezetését igényelte, ami fokozta a társadalom gazdasági és szociális egyenlőtlenségeit.
Az fegyverkezési és űrversenyből kifejlődött technológiai fölény a csillagháborús terv programjával kiegészülve a hidegháború utolsó éveire az élet több területére kiterjedt, a kultúra, a sport és más, elvileg politikamentes tevékenységekre is. (Lásd az 1980-as moszkvai és az 1984-es Los Angeles-i olimpiát).

### 20. század vége

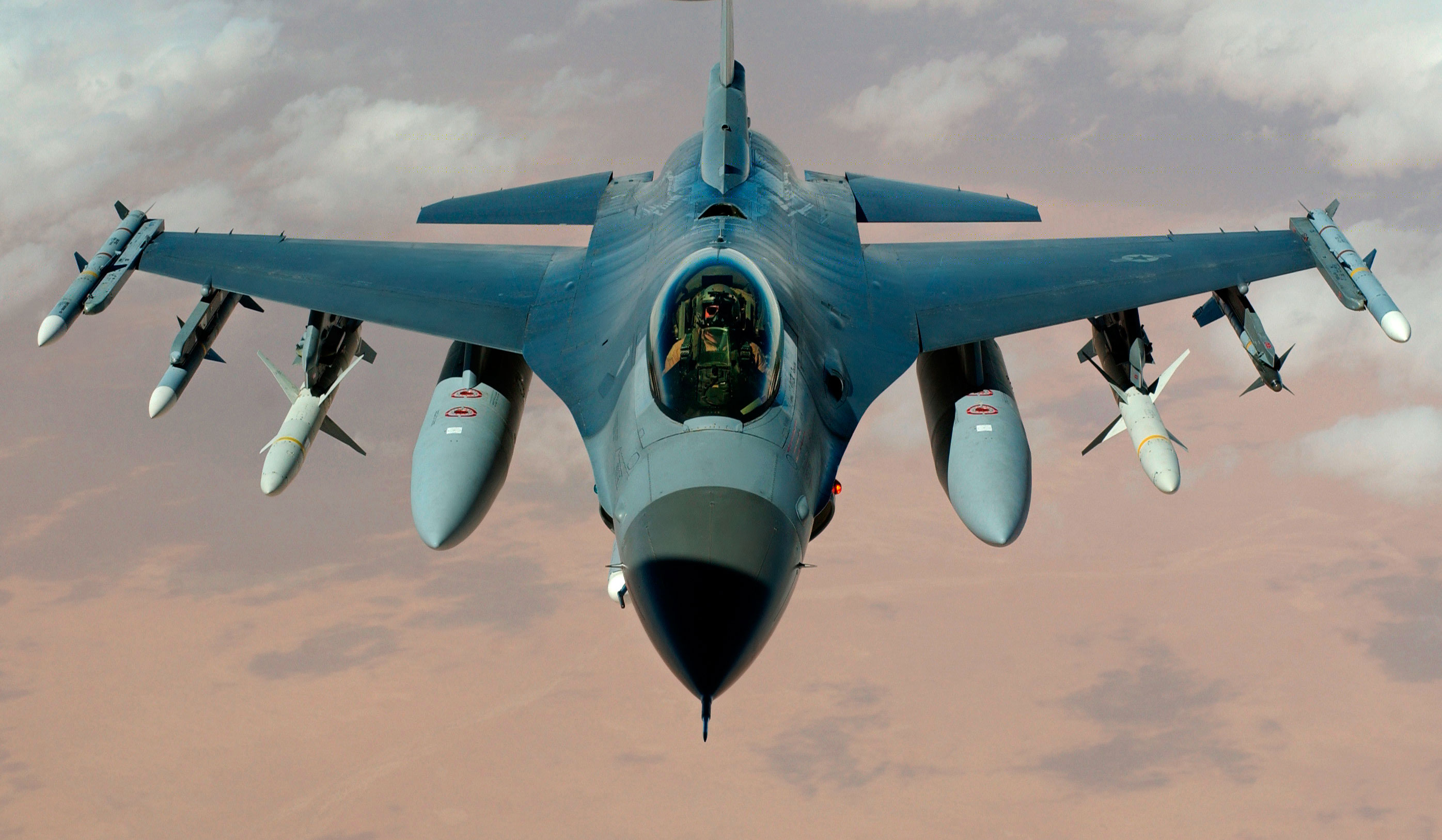
F–16 Fighting Falcon vadászrepülőgép az Irak elleni bevetésen (2003)

Az USA 1989 decemberében megszállta Panamát. 1990. augusztus 2-án katonákat küldött a Perzsa-öbölbe, amikor Szaddám Huszein elfoglalta Kuvaitot. Az öbölháború 1991 februárjának végére Kuvait felszabadításával befejeződött.
1993-ban az USA (ENSZ felhatalmazás mellett) néhány száz katonából álló elit egységeket küldött Szomáliába (Delta Force, Rangers) rendfenntartó feladatokra, ám több hónapos tétlenség, majd egy szerencsétlenül megszervezett, tizenkilenc amerikai katona és ezerötszáz szomáliai életét követelő akció után (melynek célja eredetileg a lázadó kormány tagjainak elfogása lett volna, ellenséges városi terepen) az egységeket kivonták. 1998-ban a délszláv háborúban a NATO is részt vett, és sok amerikai katona harcolt a fronton.

### 21. század

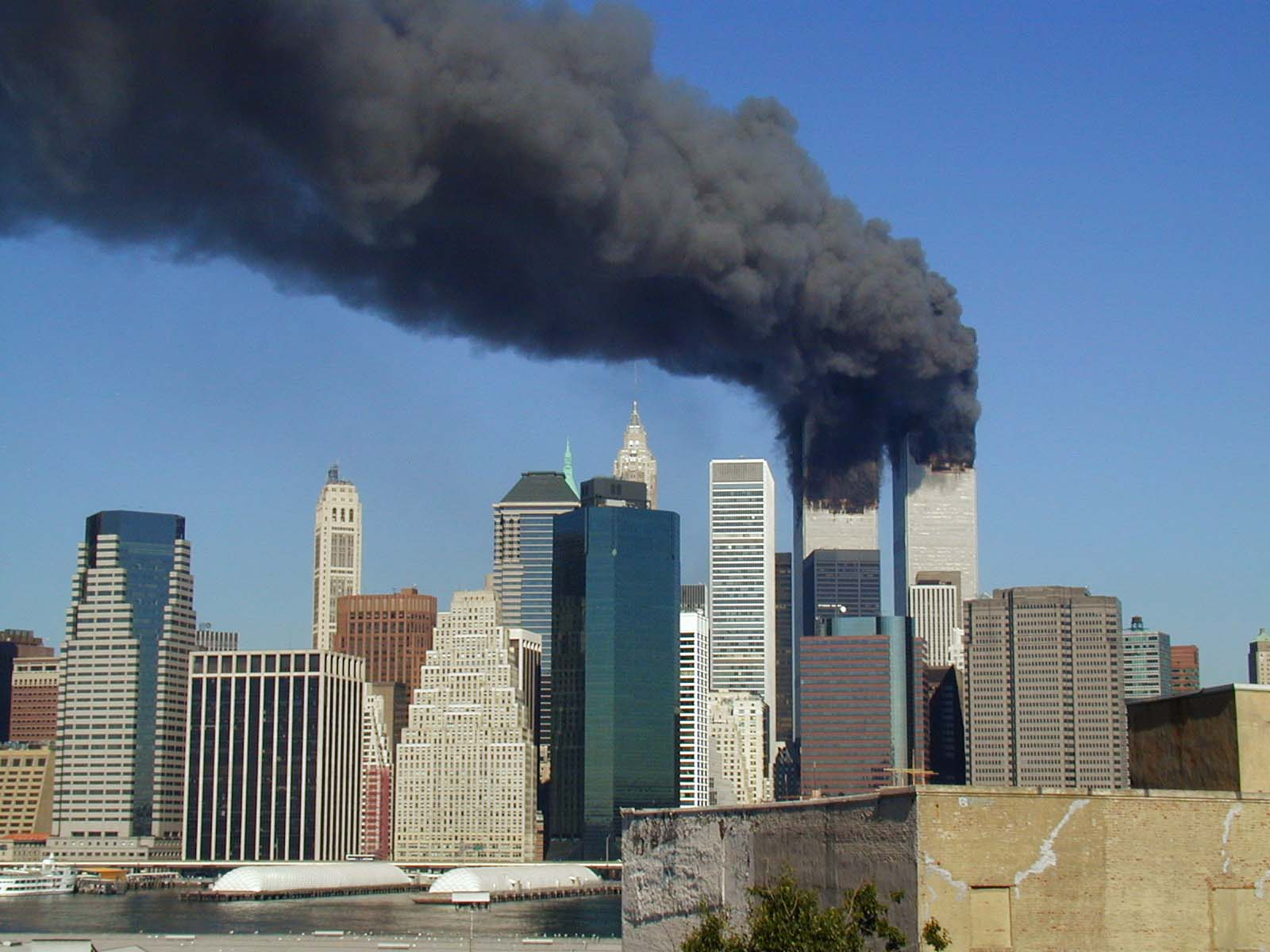
A Világkereskedelmi Központ két tornya füstölög a terrortámadások után

2001. szeptember 11-én terrortámadás érte a New York-i World Trade Centert és a Washington melletti Pentagont, és az USA ezután szövetségeseivel megtámadta Afganisztánt, mivel a közép-ázsiai ország menedéket adott a támadás szervezőinek. Az afganisztáni háború alatt az ENSZ az ország újjáépítésében és humanitárius szerepekben vállal szerepet, míg a NATO katonailag is támogatja azt. Mindkét tevékenység túlnyomórészt amerikai erőforrások segítségével folyik.

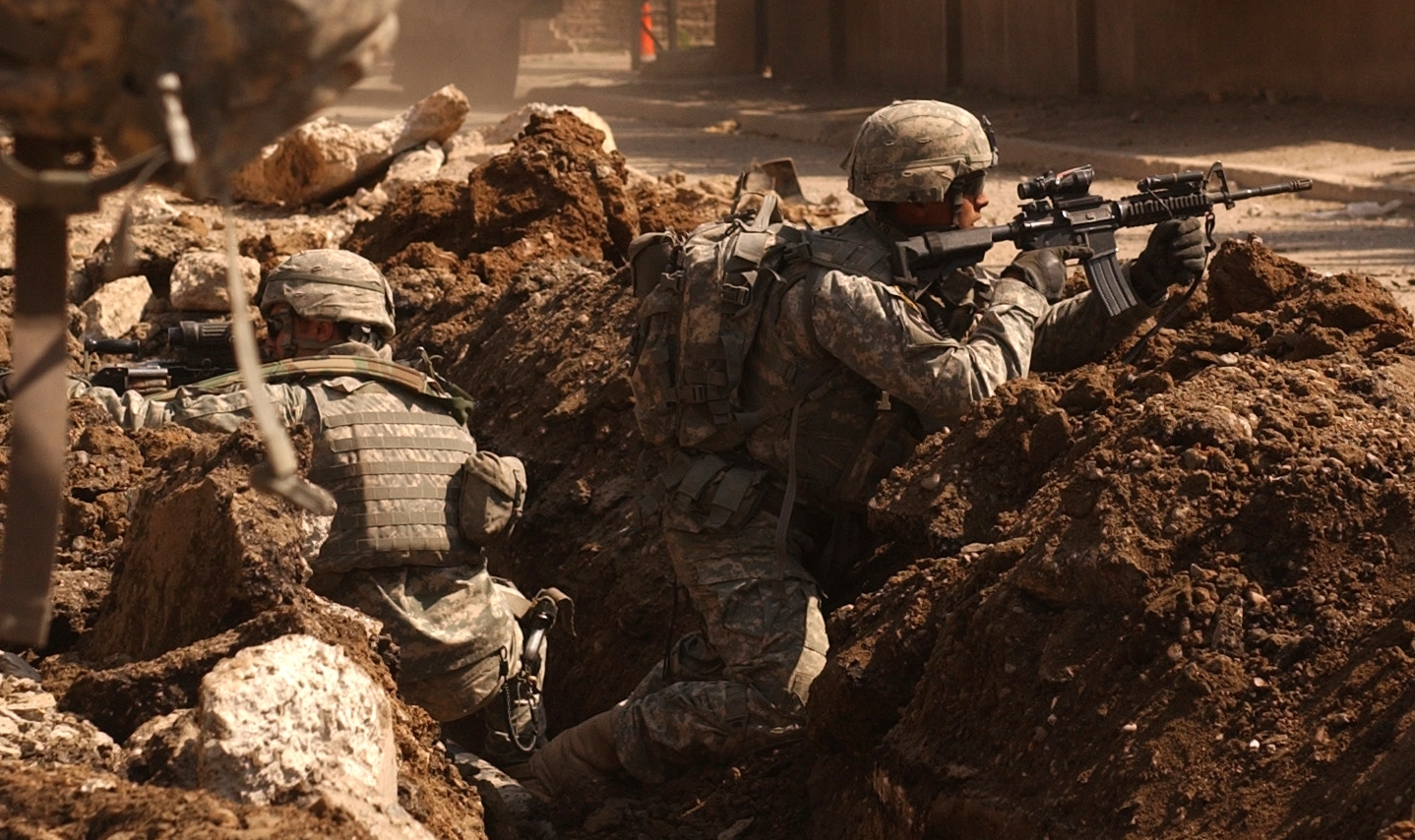
Amerikai katonák Bagdadban 2007-ben

2002-ben George W. Bush elnök mások mellett Szaddám Irakját is a „gonosz tengelyéhez” sorolta, így már csak idő kérdése volt, mikor születik meg az indok a háború megindítására.
2003-ban az USA kormánya a CIA jelentéseit meghamisítva (erről bírósági ítélet is született), az USA Szaddám Huszein iraki diktátor által állítólag felhalmozott (de valójában nem létező) tömegpusztító fegyvereire hivatkozva az iraki háború keretében megtámadta a húszmilliós országot. A nagyobb hadműveletek lezárultával, az amerikai győzelem bejelentésével megkezdődött az iraki polgárháború.
Az iraki beavatkozást az amerikaiak mintegy kétharmada elutasította, többek között ennek is köszönhető, hogy George W. Bush a saját hazájában - mióta közvélemény-kutatási adatok léteznek - minden idők legnépszerűtlenebb elnöke lett.
2009. január 20-án hivatalába lépett Barack Obama, az USA 44. elnöke; ő az első afroamerikai, aki ezt a posztot betölti.
2017 januárjától hivatalába lépett Donald Trump, az USA 45. elnöke. Dwight D. Eisenhower óta Trump az első amerikai elnök, aki korábban semmilyen politikai tisztséget nem töltött be, egyúttal a leggazdagabb hivatalba lépett elnök.
2021 elején hivatalába lépett Joe Biden, beiktatásakor a legidősebb elnök.
2025 januárjától újra Donald Trump lett az elnök.
2025 április 2-án, amelyet Trump a „Felszabadulás napjának” nevezett, jelentős vámokat vezetett be más országok importja ellen, amely az általa megindított kereskedelmi háborút  új szintre léptette.

## Államszervezet és közigazgatás

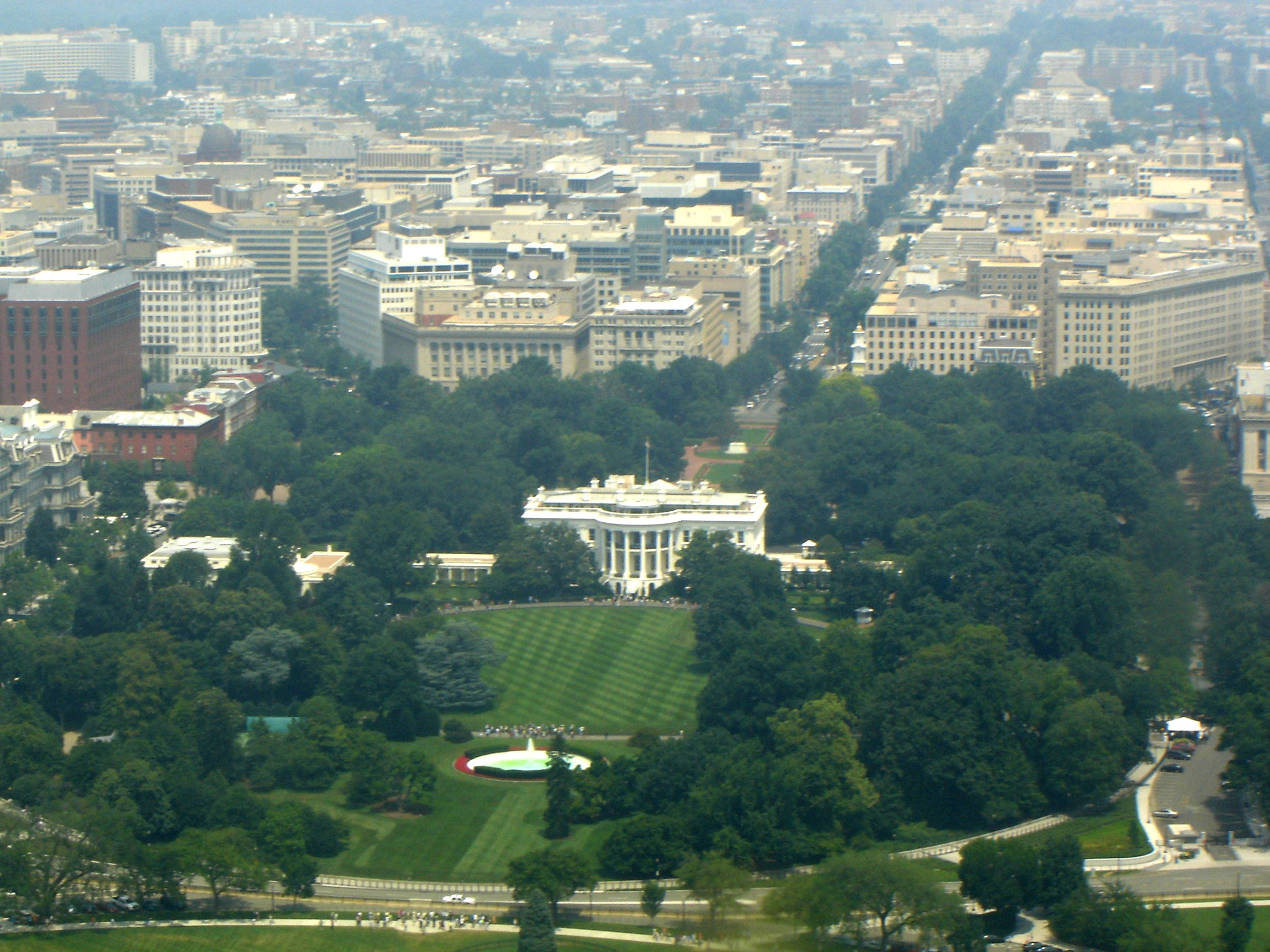
A Fehér Ház (az előtérben)

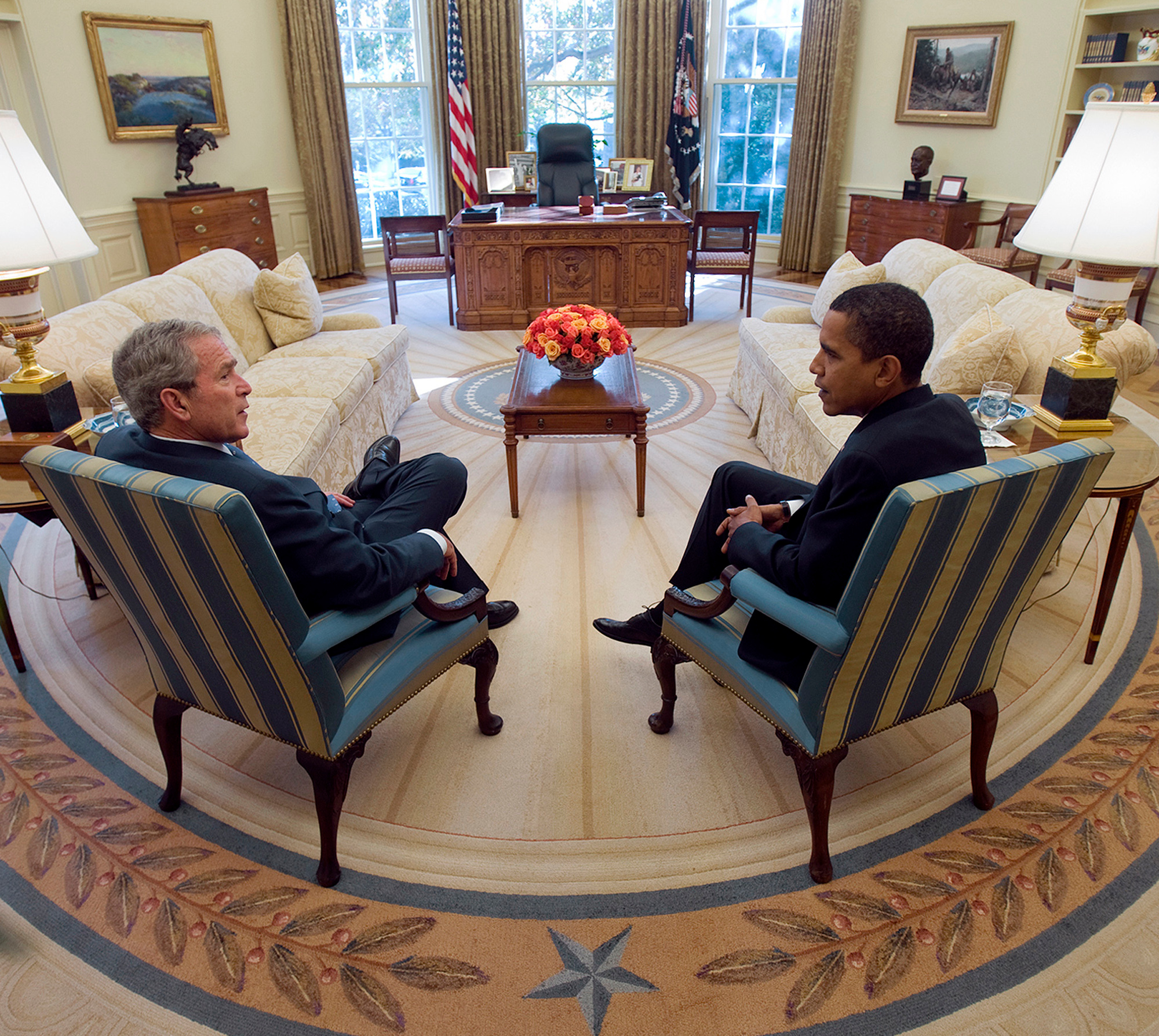
Az Ovális Iroda

### Alkotmány, államforma
Az Egyesült Államok államformája szövetségi köztársaság, jogrendjének alapja az amerikai alkotmány. A jelenlegi alkotmány a világ legrövidebb és leghosszabb ideje érvényben lévő alaptörvénye, 1787. szeptember 17-én fogadták el. A tizenhárom alapító állam közül elsőként Delaware ratifikálta 1787. december 7-én, utolsóként pedig Rhode Island két év és öt hónappal később, 1790. május 29-én. A mai napig összesen huszonhétszer módosították, az első tíz alkotmánymódosítás Bill of Rights néven ismert. Felépítését tekintve áll preambulumból, hét cikkelyből és a huszonhét alkotmánymódosításból.

### Törvényhozás, végrehajtás, igazságszolgáltatás

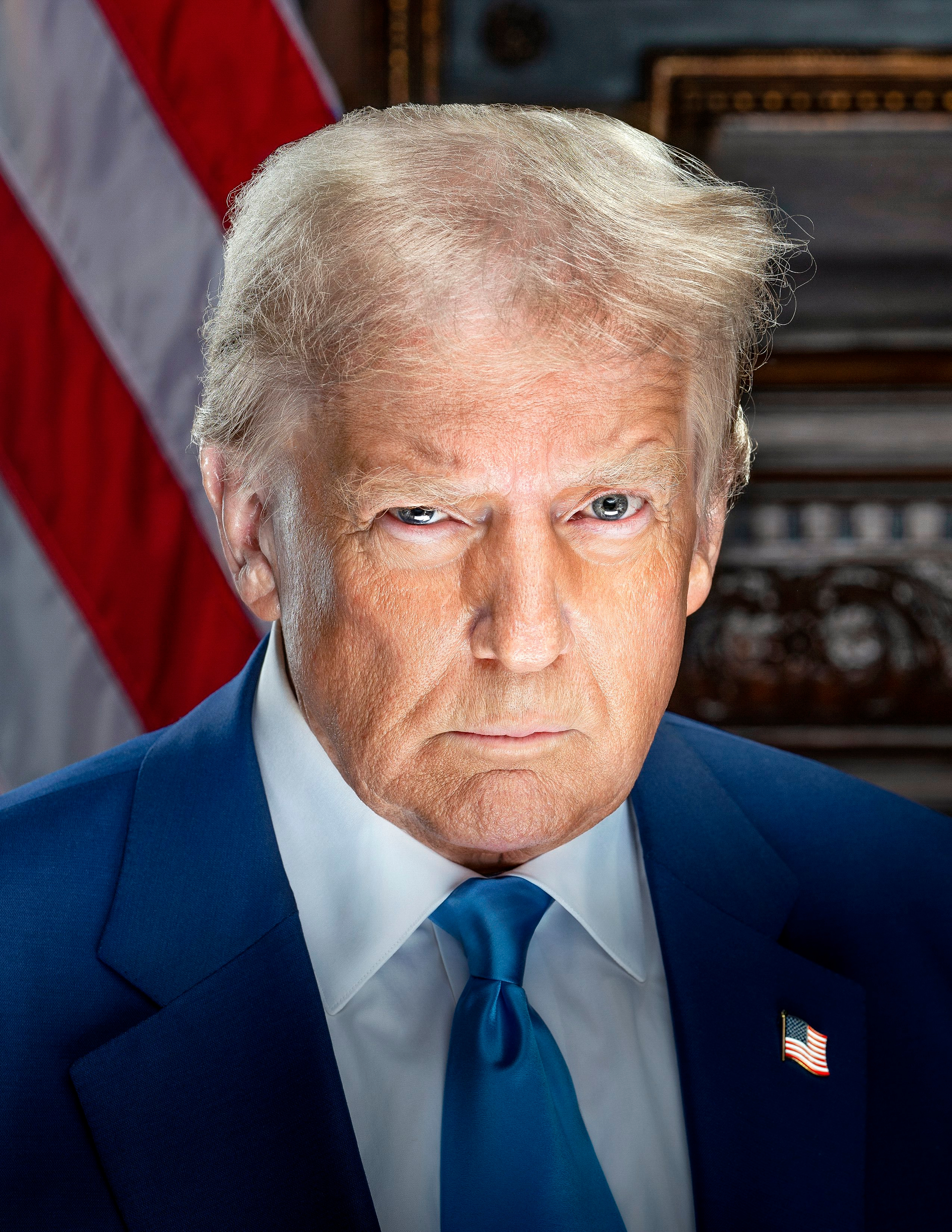
Donald Trump, az Egyesült Államok 45. és 47. elnöke

A végrehajtó hatalom feje az elnök (jelenleg Donald Trump), akit legfeljebb kétszer, maximum négyéves időszakra választ meg az 538 tagú elektori kollégium, az egyes államok, illetve a Szövetségi Kerület szavazatai alapján. Az elnök helyettese az alelnök (jelenleg J.D. Vance), aki az elnök akadályoztatottsága, lemondása, leváltása vagy halála esetén maga látja el az elnöki teendőket.
A törvényhozói hatalom két házból áll: a képviselőház és a szenátus. Ezt a két házat összefoglaló néven kongresszusnak hívják. A képviselőház vezetője a házelnök (2023 januárjától Kevin McCarthy); a szenátus elnöki posztját hivatalból az Egyesült Államok mindenkori alelnöke tölti be.
Az igazságszolgáltatás feje az Egyesült Államok Főbírója (Chief Justice of the United States) (jelenleg John G. Roberts); ő vezeti a kilenctagú Legfelsőbb Bíróságot, amely a végső szintje a szövetségi fellebbviteli eljárásoknak, és elvi irányítást gyakorol az alacsonyabb szintű szövetségi bíróságok fölött. A szövetségi bírákat az elnök nevezi ki, és megbízatásuk élethosszig tart, de hivatalba lépésükhöz a Szenátus jóváhagyása szükséges, menesztésük pedig a Képviselőház indítványára a Szenátus jóváhagyásával történhet, ha törvénybe ütköző cselekményt követnek el.

### Közigazgatási beosztás
Az Egyesült Államok 50 tagállamból és az egyik államhoz sem tartozó fővárosból („Szövetségi Kerület”) áll.
Nem tartoznak az Amerikai Egyesült Államok területéhez, de amerikai szuverenitás alatt állnak a következő területek:

#### Lakatlan
- Baker-sziget
- Howland-sziget
- Jarvis-sziget
- Johnston-atoll
- Kingman-zátony

360 fokos nézet a Midway-szigetek egy részéről

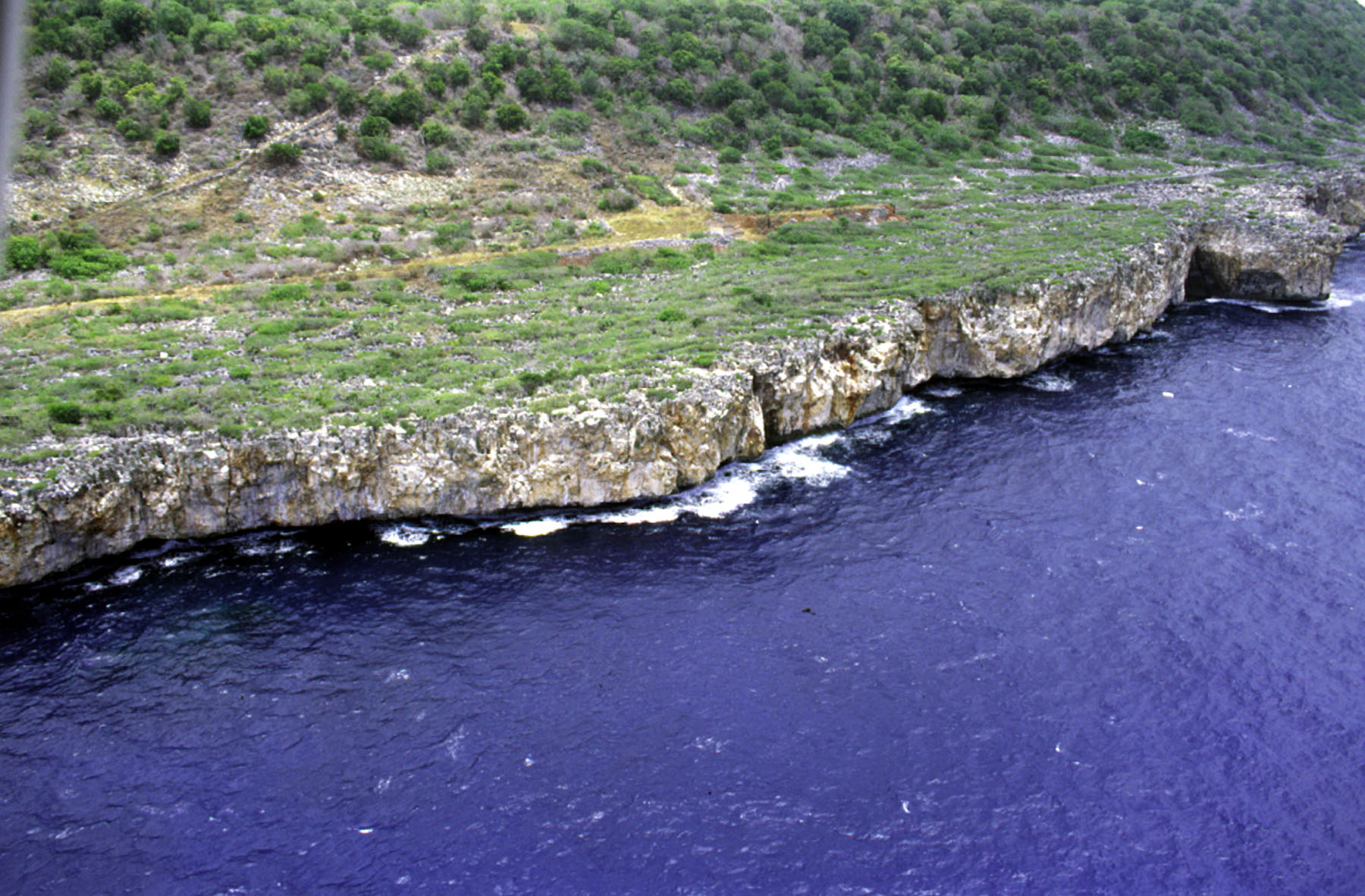
A Navassa-sziget sziklás tengerpartja

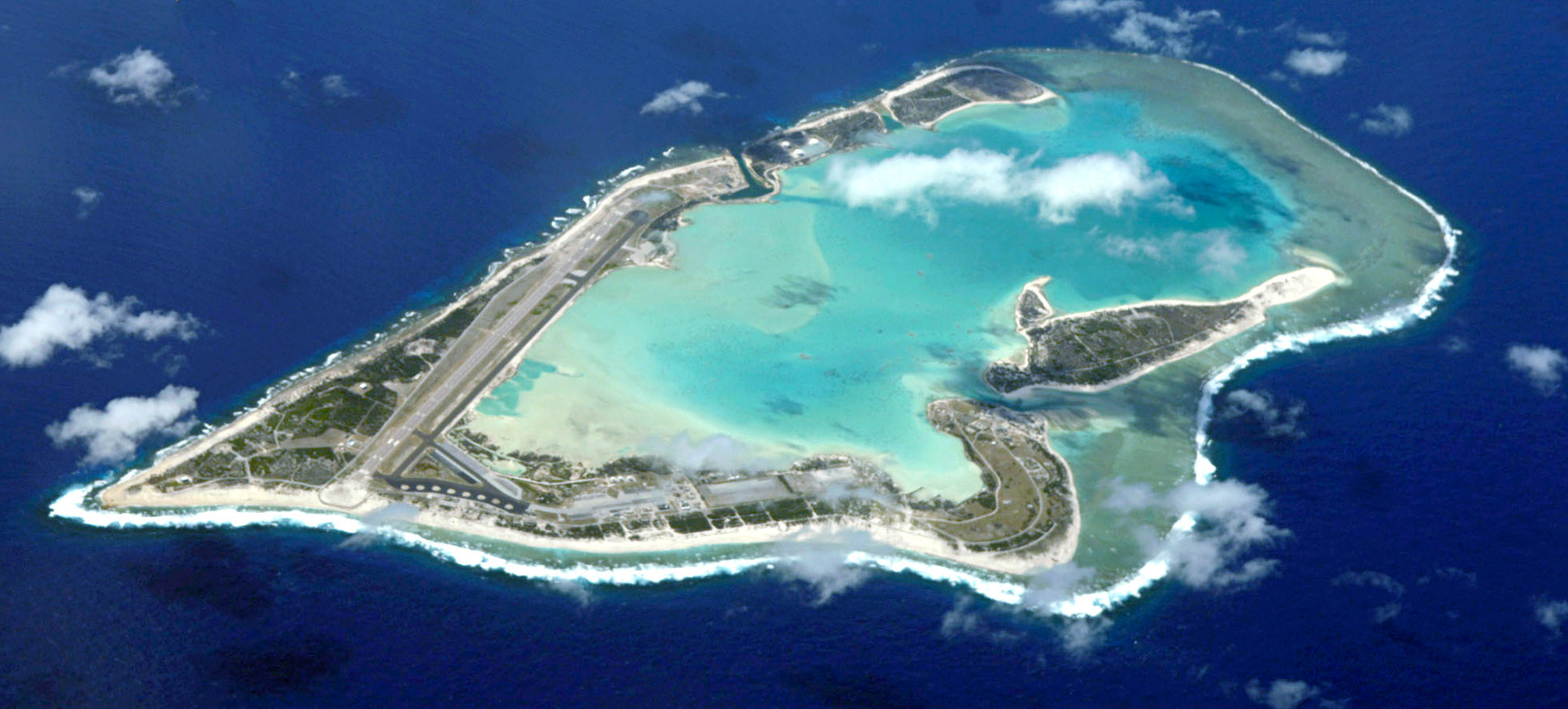
Légi felvétel a Wake-szigetről (atoll)

- Midway-szigetek: a Hawaii-szigetsorhoz kapcsolódó két kis szigeten haditengerészeti támaszpont működik. 1867 óta tartozik az Egyesült Államokhoz. Jelenleg természetvédelmi terület.
- Petrel-szigetek
- Serranilla-sziget
- Wake-sziget: a Marshall-szigetektől északra található csendes-óceáni szigeten a légierő támaszpontja működik. Hozzátartozik még két kis sziget: Wilkes és Peale.

#### Lakott
- Amerikai Szamoa (autonóm): a Szamoa-szigetek keleti, hét szigetből (Tutuila, Aunu'u, Ta'u, Ofu, Olosega, Swains-sziget, és Rose-atoll) álló csoportja, Hawaiitól 3700 km-re délnyugatra a Csendes-óceán déli részén. A lakosság mezőgazdaságból és halászatból él emellett jelentős az idegenforgalom is.
- Amerikai Virgin-szigetek: a Karib-tenger északkeleti szegélyén a Kis-Antillákhoz tartozó három nagyobb lakott és 65 kisebb, zömmel lakatlan szigetből álló szigetcsoport.
- Északi-Mariana-szigetek (társult állam): 16 vulkáni szigetből álló terület a Csendes-óceán nyugati felében, a Hawaii-szigetektől 5300 km-re. Hat szigete lakott.
- Guam: a Mariana-szigetek legnagyobb, legnépesebb és legdélibb fekvésű szigete Hawaiitól 5300 km-re a Csendes-óceánban. Fontos katonai támaszpont.
- Puerto Rico (társult állam): a Nagy-Antillák legkeletibb tagja.

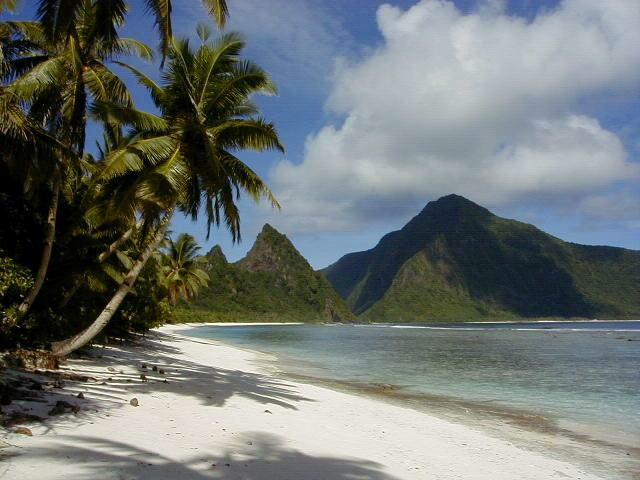
A trópusi éghajlatú Amerikai Szamoa Ofu nevű tengerpartja
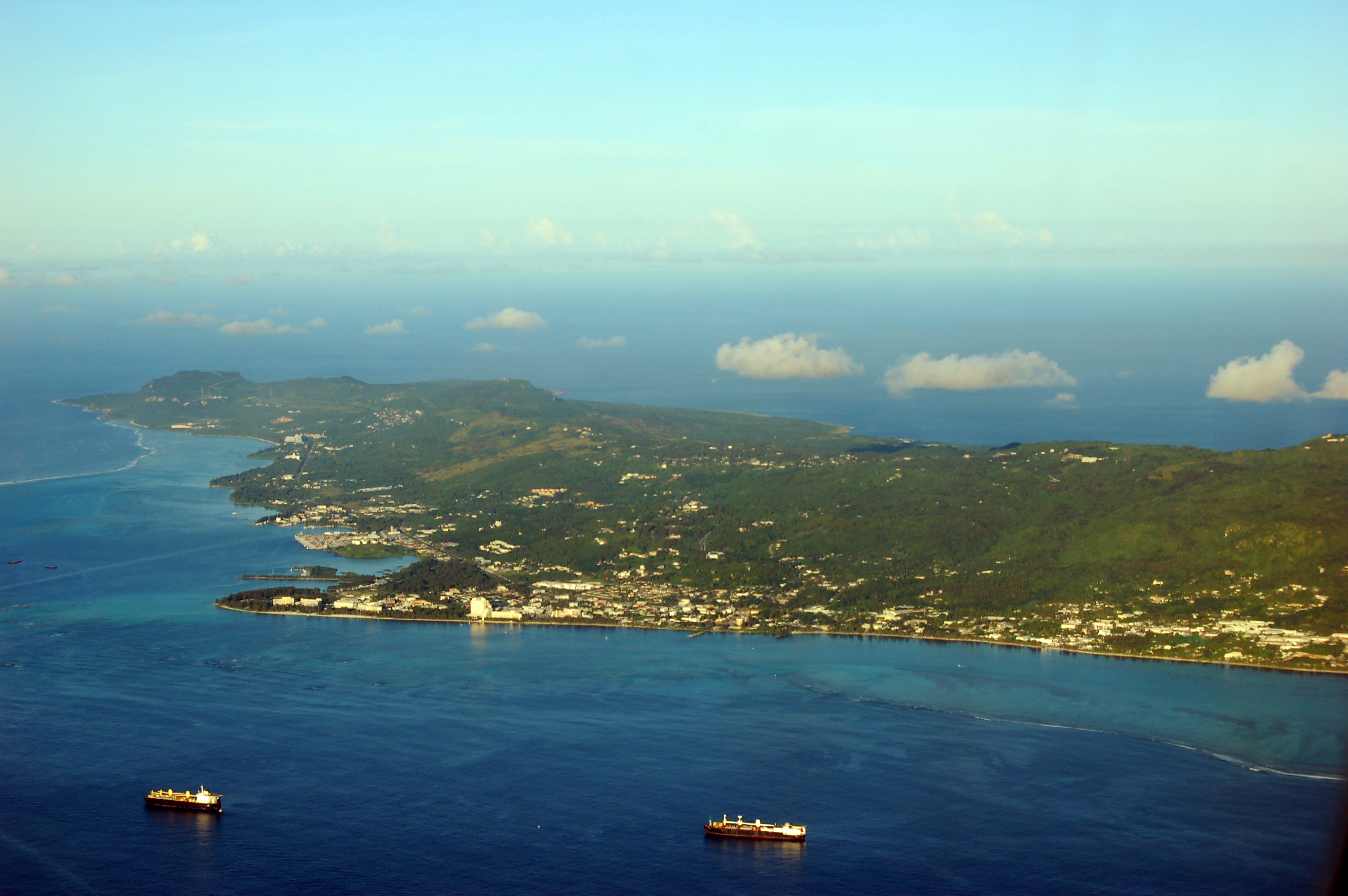
Saipan szigete az Északi-Mariana-szigetek közül
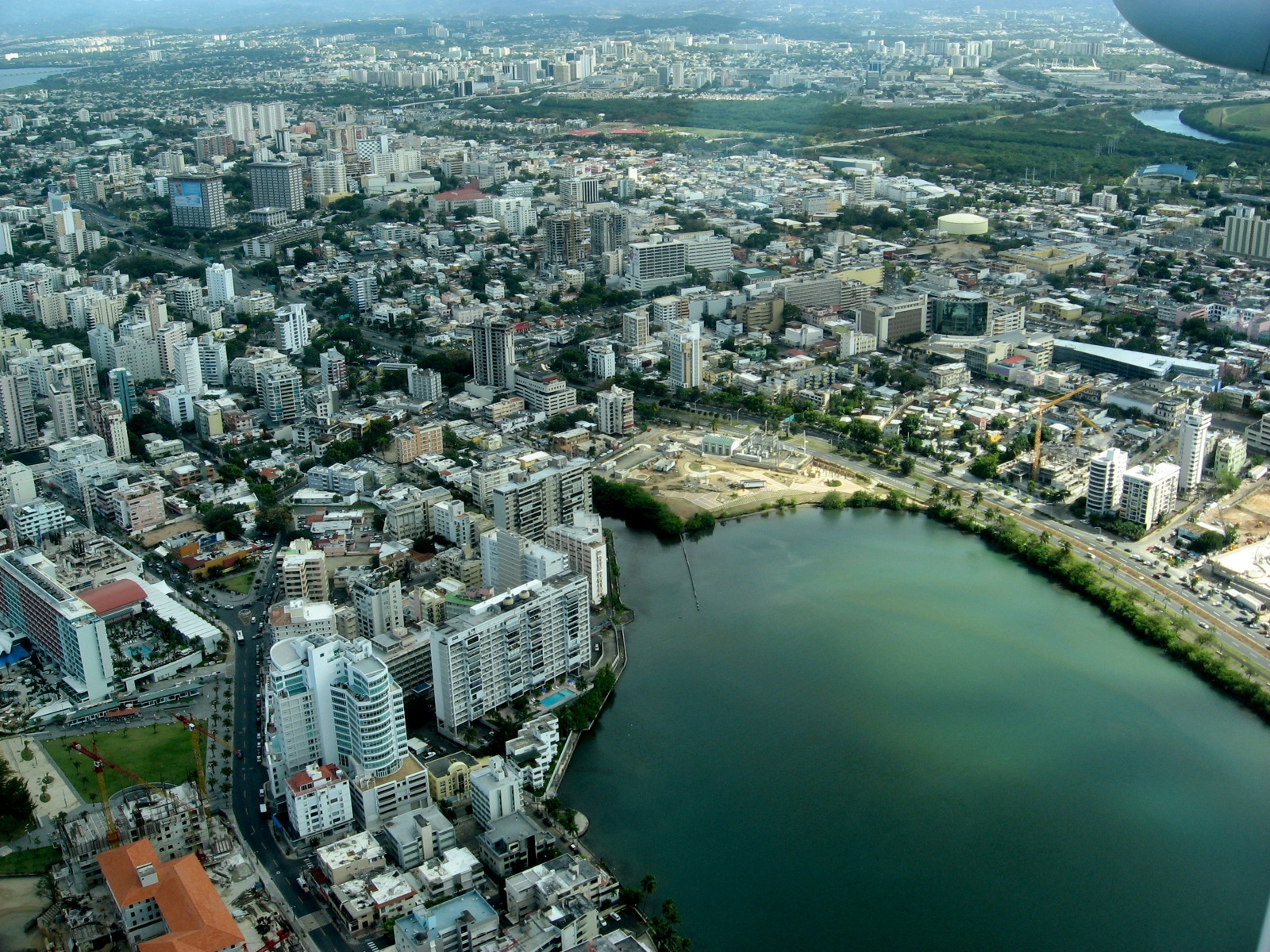
San Juan, az Egyesült Államokhoz társult állam, Puerto Rico fővárosa

### Védelmi rendszer
Az USA hadereje a szárazföldi erőkből, a légierőből, a haditengerészetből, a tengerészgyalogságból, a különleges erőkből, a hadászati parancsnokságból, a parti őrségből és a Nemzeti Gárdából áll. Az Egyesült Államok védelmi költségvetése a 2008-as évre 548,9 milliárd dollár, a GDP 3,9%-a volt. Ez az egész világ fegyverkezésre és védelemre költött összegének 45%-a, többszöröse minden más államénak.

## Népesség

USA népsűrűsége 2020-ban

Az ország népsűrűsége 36 fő/km² (2021). A városi lakosság aránya 2021-ben 83%.

### Népességnövekedés
| Lakosok száma | 3 929 214 | 17 069 453 | 76 212 168 | 83 822 000 | 92 407 000 | 101 961 000 | 122 775 046 | 226 545 805 | 323 952 889 | 340 110 988 |
|               | 1790      | 1840       | 1900       | 1905       | 1910       | 1916        | 1930        | 1980        | 2016        | 2024        |

### Etnikai megoszlás
Etnikai megoszlás 2020 táján:
- fehér kb. 59-61 %
- latin-amerikai kb. 19 %
- afro-amerikai kb. 12,5 %
- ázsiai kb. 6 %

Az USA népessége többségi származás szerint (2000)

- kevert (kettő vagy több fajú) 2-10 %
- egyéb (őslakos, eszkimó stb.)

Lásd még: Afroamerikaiak, Kínai amerikaiak, Lengyel származású amerikaiak, Mexikói származású amerikaiak

### Nyelvi megoszlás
Az Egyesült Államok hivatalos nyelve 2025. március 1. óta az amerikai angol. Korábban sem az alkotmány, sem a különböző törvények nem tüntettek ki egyetlen nyelvet sem hivatalos nyelvként. A gyakorlatban a hivatalos ügyek intézésének nyelve az angol (bár az angolul nem tudók általában kapnak nyelvi segítséget), és rendszerint angol nyelven folyik a törvényhozás, a bíróságok és a végrehajtó hatalom szerveinek munkája. Angol nyelven alkotják meg a törvényeket, és bizonyos kivételektől eltekintve az angoltudás feltétele az állampolgárság elnyerésének.
Az állami, illetve helyi szintű közigazgatásban az egyes tagállamok, megyék, települések néha hivatalos nyelvként deklarálják az angolt, máskor az angolt és egy vagy több helyi kisebbség nyelvét, legtöbbször a spanyolt.

### Vallási háttér
A 2020 körüli közvélemény-kutatások szerint az amerikaiak túlnyomó többsége hisz Istenben vagy egy felsőbb intelligenciában, zömük végez vallási vagy spirituális gyakorlatokat, és zömük vallásosnak vagy spirituálisnak tartja magát.
Vallási megoszlás 2024 táján a Pew felmérése alapján:
- protestáns (40%)
- katolikus (19%)
- egyéb keresztény (4%)
- egyéb vallású (7%)
- vallásilag nem elkötelezett (29%)
- nem válaszolt (1%)

### Városok, agglomerációk
| Az Egyesült Államok legnagyobb városai és agglomeriációi  | Az Egyesült Államok legnagyobb városai és agglomeriációi | Az Egyesült Államok legnagyobb városai és agglomeriációi | Az Egyesült Államok legnagyobb városai és agglomeriációi | Az Egyesült Államok legnagyobb városai és agglomeriációi | Az Egyesült Államok legnagyobb városai és agglomeriációi  |
| --------------------------------------------------------- | -------------------------------------------------------- | -------------------------------------------------------- | -------------------------------------------------------- | -------------------------------------------------------- | --------------------------------------------------------- |
| New York Los Angeles Chicago Houston Phoenix Philadelphia | #                                                        | Város neve (Állam)                                       | Város (2019)                                             | Agglomeráció (2019)                                      | San Antonio San Diego Dallas San José Austin Jacksonville |
| New York Los Angeles Chicago Houston Phoenix Philadelphia | 1                                                        | New York (New York)                                      | 8 336 817                                                | 19 979 477                                               | San Antonio San Diego Dallas San José Austin Jacksonville |
| New York Los Angeles Chicago Houston Phoenix Philadelphia | 2                                                        | Los Angeles (Kalifornia)                                 | 3 979 576                                                | 13 131 431                                               | San Antonio San Diego Dallas San José Austin Jacksonville |
| New York Los Angeles Chicago Houston Phoenix Philadelphia | 3                                                        | Chicago (Illinois)                                       | 2 693 976                                                | 9 533 040                                                | San Antonio San Diego Dallas San José Austin Jacksonville |
| New York Los Angeles Chicago Houston Phoenix Philadelphia | 4                                                        | Houston (Texas)                                          | 2 320 268                                                | 7 066 141                                                | San Antonio San Diego Dallas San José Austin Jacksonville |
| New York Los Angeles Chicago Houston Phoenix Philadelphia | 5                                                        | Phoenix (Arizona)                                        | 1 680 992                                                | 4 857 962                                                | San Antonio San Diego Dallas San José Austin Jacksonville |
| New York Los Angeles Chicago Houston Phoenix Philadelphia | 6                                                        | Philadelphia (Pennsylvania)                              | 1 584 064                                                | 6 096 120                                                | San Antonio San Diego Dallas San José Austin Jacksonville |
| New York Los Angeles Chicago Houston Phoenix Philadelphia | 7                                                        | San Antonio (Texas)                                      | 1 547 253                                                | 2 550 960                                                | San Antonio San Diego Dallas San José Austin Jacksonville |
| New York Los Angeles Chicago Houston Phoenix Philadelphia | 8                                                        | San Diego (Kalifornia)                                   | 1 423 851                                                | 3 338 330                                                | San Antonio San Diego Dallas San José Austin Jacksonville |
| New York Los Angeles Chicago Houston Phoenix Philadelphia | 9                                                        | Dallas (Texas)                                           | 1 343 573                                                | 7 233 323                                                | San Antonio San Diego Dallas San José Austin Jacksonville |
| New York Los Angeles Chicago Houston Phoenix Philadelphia | 10                                                       | San José (Kalifornia)                                    | 1 021 795                                                | 1 998 463                                                | San Antonio San Diego Dallas San José Austin Jacksonville |
| New York Los Angeles Chicago Houston Phoenix Philadelphia | 11                                                       | Austin (Texas)                                           | 978 908                                                  | 2 227 083                                                | San Antonio San Diego Dallas San José Austin Jacksonville |
| New York Los Angeles Chicago Houston Phoenix Philadelphia | 12                                                       | Jacksonville (Florida)                                   | 911 507                                                  | 1 504 980                                                | San Antonio San Diego Dallas San José Austin Jacksonville |
| New York Los Angeles Chicago Houston Phoenix Philadelphia | 13                                                       | Fort Worth (Texas)                                       | 909 585                                                  | 7 102 796                                                | San Antonio San Diego Dallas San José Austin Jacksonville |
| New York Los Angeles Chicago Houston Phoenix Philadelphia | 14                                                       | Columbus (Ohio)                                          | 898 553                                                  | 2 078 725                                                | San Antonio San Diego Dallas San José Austin Jacksonville |
| New York Los Angeles Chicago Houston Phoenix Philadelphia | 15                                                       | Charlotte (Észak-Karolina)                               | 885 708                                                  | 2 636 883                                                | San Antonio San Diego Dallas San José Austin Jacksonville |
| New York Los Angeles Chicago Houston Phoenix Philadelphia | 16                                                       | San Francisco (Kalifornia)                               | 881 549                                                  | 4 729 484                                                | San Antonio San Diego Dallas San José Austin Jacksonville |
| New York Los Angeles Chicago Houston Phoenix Philadelphia | 17                                                       | Indianapolis (Indiana)                                   | 876 384                                                  | 2 048 703                                                | San Antonio San Diego Dallas San José Austin Jacksonville |
| New York Los Angeles Chicago Houston Phoenix Philadelphia | 18                                                       | Seattle (Washington)                                     | 753 675                                                  | 3 979 845                                                | San Antonio San Diego Dallas San José Austin Jacksonville |
| New York Los Angeles Chicago Houston Phoenix Philadelphia | 19                                                       | Denver (Colorado)                                        | 727 211                                                  | 2 932 415                                                | San Antonio San Diego Dallas San José Austin Jacksonville |
| New York Los Angeles Chicago Houston Phoenix Philadelphia | 20                                                       | Washington (District of Columbia)                        | 705 749                                                  | 6 280 487                                                | San Antonio San Diego Dallas San José Austin Jacksonville |
| New York Los Angeles Chicago Houston Phoenix Philadelphia | 21                                                       | Boston (Massachusetts)                                   | 692 600                                                  | 4 628 910                                                | San Antonio San Diego Dallas San José Austin Jacksonville |
| New York Los Angeles Chicago Houston Phoenix Philadelphia | 22                                                       | El Paso (Texas)                                          | 681 728                                                  | 845 553                                                  | San Antonio San Diego Dallas San José Austin Jacksonville |
| New York Los Angeles Chicago Houston Phoenix Philadelphia | 23                                                       | Nashville (Tennessee)                                    | 670 820                                                  | 1 959 495                                                | San Antonio San Diego Dallas San José Austin Jacksonville |
| New York Los Angeles Chicago Houston Phoenix Philadelphia | 24                                                       | Detroit (Michigan)                                       | 670 031                                                  | 4 292 060                                                | San Antonio San Diego Dallas San José Austin Jacksonville |
| New York Los Angeles Chicago Houston Phoenix Philadelphia | 25                                                       | Oklahoma City (Oklahoma)                                 | 655 057                                                  | 861 505                                                  | San Antonio San Diego Dallas San José Austin Jacksonville |
| New York Los Angeles Chicago Houston Phoenix Philadelphia | 26                                                       | Portland (Oregon)                                        | 654 741                                                  | 2 478 810                                                | San Antonio San Diego Dallas San José Austin Jacksonville |
| New York Los Angeles Chicago Houston Phoenix Philadelphia | 27                                                       | Las Vegas (Nevada)                                       | 651 319                                                  | 2 227 053                                                | San Antonio San Diego Dallas San José Austin Jacksonville |
| New York Los Angeles Chicago Houston Phoenix Philadelphia | 28                                                       | Memphis (Tennessee)                                      | 651 073                                                  | 1 348 260                                                | San Antonio San Diego Dallas San José Austin Jacksonville |

Bővebben: 

Az USA agglomerációs térségei. Lila ponttal jelezve a legalább 10 milliós agglomerációk, pirossal az 5-10 milliós agglomerációk, narancssárgával a 2-5 milliós tömörülések

- Az Amerikai Egyesült Államok városainak listája népesség szerint

Lásd még: 
- Az Amerikai Egyesült Államok legnagyobb városai tagállamok szerint

### Tagállamok
- Az Amerikai Egyesült Államok tagállamainak listája népesség szerint
- Az Amerikai Egyesült Államok tagállamainak listája népsűrűség szerint

## Gazdaság
Az Egyesült Államok gazdasága a technológiailag legerősebb a világon. Az amerikai cégek a technológiai fejlődés élvonalában vagy annak közelében vannak, különösen a számítógépek, a gyógyszerek, az orvosi, repülőgép- és katonai felszerelések terén; előnyeik azonban a 20. század közepe óta csökkentek. A nominális GDP és a nettó vagyon alapján az USA a világ legnagyobb gazdasága, a vásárlóerő-paritás (PPP) szerint Kína után a második.
Az USA gazdasága a 2010-es években a világgazdaság több mint 22%-át teszi ki. Fejlett ipari ország, a világ egyik meghatározó gazdasági hatalma. A Világgazdasági Fórum 2009–2010-es listája szerint a világ 2. legversenyképesebb országa.

### Külkereskedelem
Az Egyesült Államok 2023-ban a világ 2. legnagyobb exportőre, és a legnagyobb importőre volt. 2023-ban az Egyesült Államok 1,9 billió $ értékben exportált és 3 billió $ értékben importált, 1,1 billió $ hiánnyal. Az ország külkereskedelme Ázsia központú.
Az amerikai exporttermékek legjelentősebb területei a gépipar, az ásványi termékek és a vegyipar. A legjelentősebb kiviteli termékek a finomított- és nyers kőolaj, valamint a földgáz. Az Egyesült Államok legjelentősebb exportországa Kanada, ahova a teljes exportállomány 14,5%-a érkezik. 2018 és 2023 között, az export termékek közül a nyers kőolaj és a földgáz kivitele nőtt a legnagyobb mértékben, míg a legnagyobb visszaesést a légi járművek, valamint a hangszerek szenvedték el. Az exportországok közül 2018 és 2023 között Kanada és az Egyesült Királyság aránya nőtt a legnagyobbat, míg a legnagyobb visszaesést Oroszország és Hongkong szenvedte el.
Az amerikai importtermékek legjelentősebb területei a faipar, az élelmiszeripar és a bőripar. A legjelentősebb behozatali termékek a gépjárművek, nyers kőolaj és a műsorszóró berendezések. Az Egyesült Államok legjelentősebb importországa Mexikó, ahonnan a teljes importállomány 15,2%-a érkezik. 2018 és 2023 között, az import termékek közül a gyógyászati alapanyagok és a gépjárművek behozatala nőtt a legnagyobb mértékben, míg a legnagyobb visszaesést a telefonok és a gyémántok szenvedték el. Az importországok közül 2018 és 2023 között Kanada és Mexikó aránya nőtt a legnagyobbat, míg a legnagyobb visszaesést Kína és Oroszország szenvedte el.

#### Termékek
Az ország tíz legnagyobb export- és importterméke a következő volt 2023-ban:
|     | Legnagyobb exporttermékek          | Legnagyobb exporttermékek | Legnagyobb importtermékek          | Legnagyobb importtermékek |
| --- | ---------------------------------- | ------------------------- | ---------------------------------- | ------------------------- |
|     | Termék                             | Arány                     | Termék                             | Arány                     |
| 1.  | Nyers kőolaj                       | 6,8%                      | Gépjárművek                        | 6,9%                      |
| 2.  | Finomított kőolaj                  | 5,7%                      | Nyers kőolaj                       | 5,7%                      |
| 3.  | Földgáz                            | 4,5%                      | Műsorszóró berendezések            | 3,9%                      |
| 4.  | Gázturbinák                        | 3,7%                      | Számítógépek                       | 3,1%                      |
| 5.  | Gépjárművek                        | 3,5%                      | Gépjármű alkatrészek és tartozékok | 2,9%                      |
| 6.  | Gyógyászati alapanyagok            | 2,8%                      | Gyógyszerek                        | 2,8%                      |
| 7.  | Gépjármű alkatrészek és tartozékok | 2,2%                      | Gyógyászati alapanyagok            | 2,7%                      |
| 8.  | Gyógyszerek                        | 2,2%                      | Finomított kőolaj                  | 2,3%                      |
| 9.  | Légi járművek                      | 2,1%                      | Irodai gép alkatrészek             | 1,8%                      |
| 10. | Integrált áramkörök                | 2%                        | Orvosi műszerek                    | 1,3%                      |

#### Országok
A fő országok, amelyekbe az Egyesült Államok exportált és amelyekből importált termékeket 2023-ban:
|     | Legnagyobb exportországok | Legnagyobb exportországok                                                      | Legnagyobb exportországok | Legnagyobb importországok | Legnagyobb importországok                                                               | Legnagyobb importországok |
| --- | ------------------------- | ------------------------------------------------------------------------------ | ------------------------- | ------------------------- | --------------------------------------------------------------------------------------- | ------------------------- |
|     | Ország                    | Termék                                                                         | Arány                     | Ország                    | Termék                                                                                  | Arány                     |
| 1.  | Kanada                    | Teherautók, gépjárművek, gépjármű alkatrészek és tartozékok...stb.             | 14,5%                     | Mexikó                    | Gépjárművek, gépjármű alkatrészek és tartozékok, teherautók...stb.                      | 15,2%                     |
| 2.  | Mexikó                    | Finomított kőolaj, gépjármű alkatrészek és tartozékok, földgáz...stb.          | 13,1%                     | Kína                      | Műsorszóró berendezések, számítógépek, irodai gép alkatrészek...stb.                    | 14,5%                     |
| 3.  | Kína                      | Szója, nyers kőolaj, földgáz...stb.                                            | 8,3%                      | Kanada                    | Nyers kőolaj, gépjárművek, földgáz...stb.                                               | 13,6%                     |
| 4.  | Németország               | Gépjárművek, nyers kőolaj, gázturbinák...stb.                                  | 5,1%                      | Németország               | Gépjárművek, gyógyászati alapanyagok, gyógyszerek...stb.                                | 5,2%                      |
| 5.  | Japán                     | Földgáz, gázturbinák, gyógyászati alapanyagok...stb.                           | 4,3%                      | Japán                     | Gépjárművek, gépjármű alkatrészek és tartozékok, nagy méretű építőipari járművek...stb. | 4,8%                      |
| 6.  | Egyesült Királyság        | Nyers kőolaj, arany, gázturbinák...stb.                                        | 4,2%                      | Dél-Korea                 | Gépjárművek, gépjármű alkatrészek és tartozékok, finomított kőolaj...stb.               | 3,9%                      |
| 7.  | Hollandia                 | Nyers kőolaj, orvosi műszerek, földgáz...stb.                                  | 3,4%                      | Vietnám                   | Műsorszóró berendezések, számítógépek, bútorok...stb.                                   | 3,9%                      |
| 8.  | Dél-Korea                 | Nyers kőolaj, egyedi funkciókkal rendelkező elektronikus gépek, földgáz...stb. | 3,3%                      | Tajvan                    | Irodai gép alkatrészek, számítógépek, műsorszóró berendezések...stb.                    | 2,9%                      |
| 9.  | Szingapúr                 | Nyers kőolaj, gázturbinák, légi járművek...stb.                                | 2,3%                      | India                     | Gyógyszerek, gyémántok, műsorszóró berendezések...stb.                                  | 2,9%                      |
| 10. | Franciaország             | Gázturbinák, nyers kőolaj, földgáz...stb.                                      | 2,3%                      | Olaszország               | Gyógyszerek, gépjárművek, gyógyászati alapanyagok...stb.                                | 2,4%                      |

## Közlekedés

Az államközi autópályák, amelyek több mint 75 000 kilométer hosszan szelik át az országot

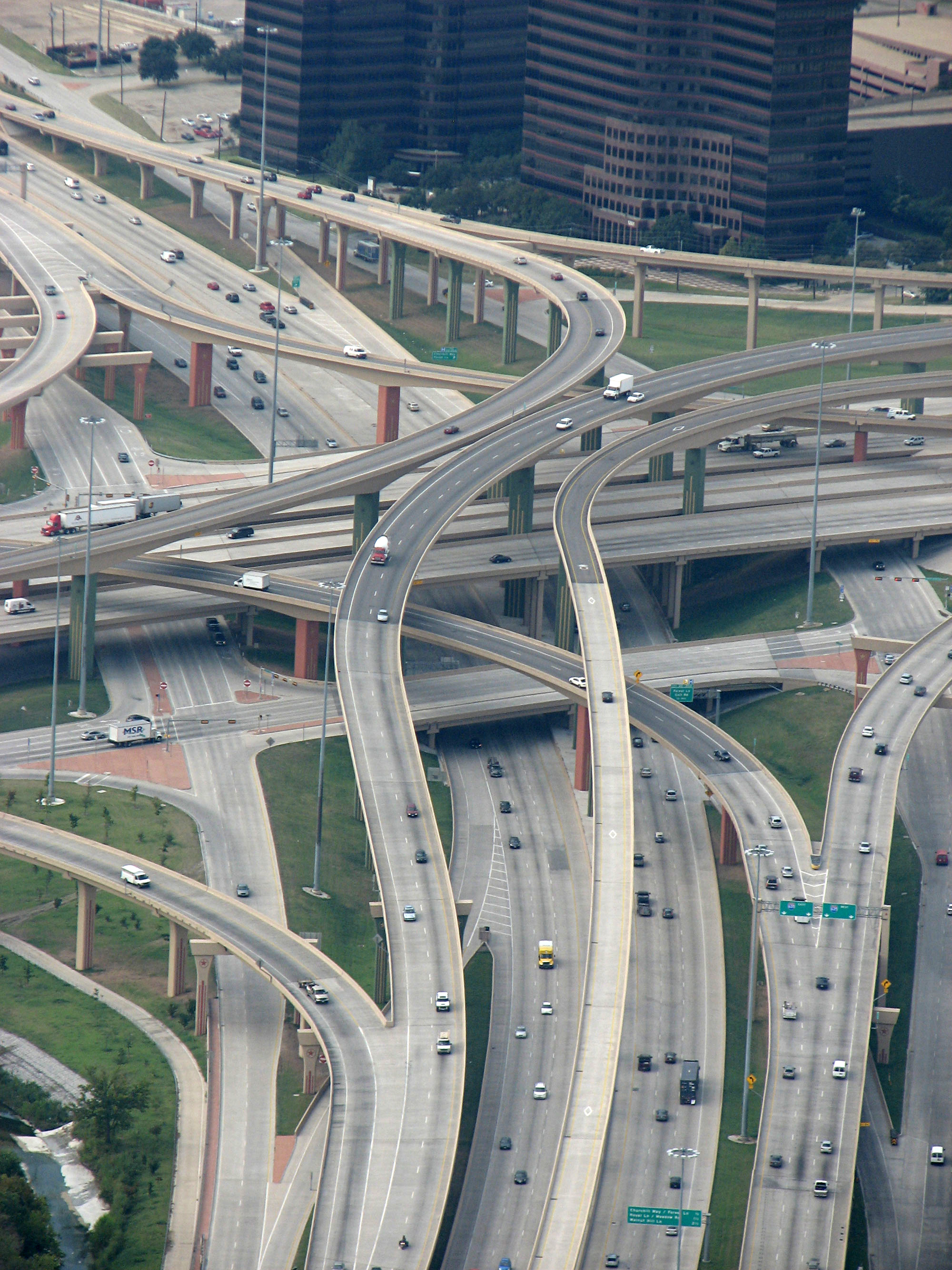
Autópályakereszteződés Dallasban

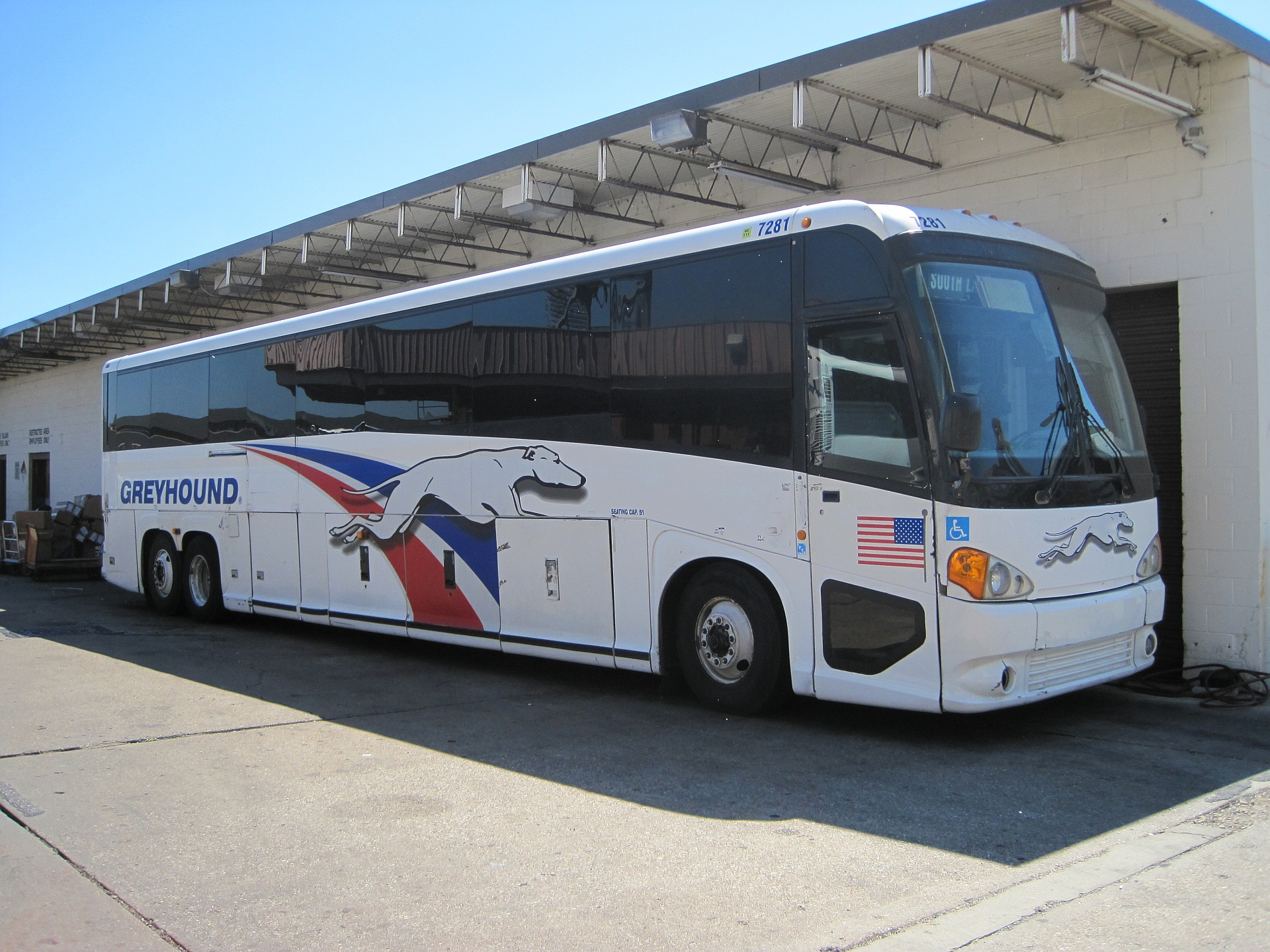
Greyhound autóbusz

### Közúti
Több mint 4,2 millió kilométer út található az Egyesült Államokban országszerte; ezek lehetnek alacsonyabb és magasabb rendű utak egyaránt.
A mindennapos közlekedés egyik legelterjedtebb módja az autó. 2017-ben 1000 lakosra több mint 900 jármű jut, ami meghaladja az európai uniós átlagot.
A 21. század elején egy átlagos amerikai naponta 55 percet tölt vezetéssel, mialatt 47 kilométert tesz meg.
A közúti tömegközlekedésben a Greyhound játssza a vezető szerepet, mint az ország legnagyobb autóbusztársasága, amely több mint 3700 városba közlekedtet autóbuszokat.

### Vasúti

#### Személyszállítás
A nemzeti vasúttársaság az Amtrak. Elsősorban nagy távolságban közlekedtet személyszállító vonatokat, irányonként naponta átlagosan egyszeri vagy kétszeri alkalommal (kivéve az északkeleti országrészt). A Keleti-parton található Észak-Amerika legmodernebb vasútvonala, a Northeast Corridor. Itt közlekedik az Acela Express is, amely Washingtont köti össze Bostonnal.

#### Teherszállítás

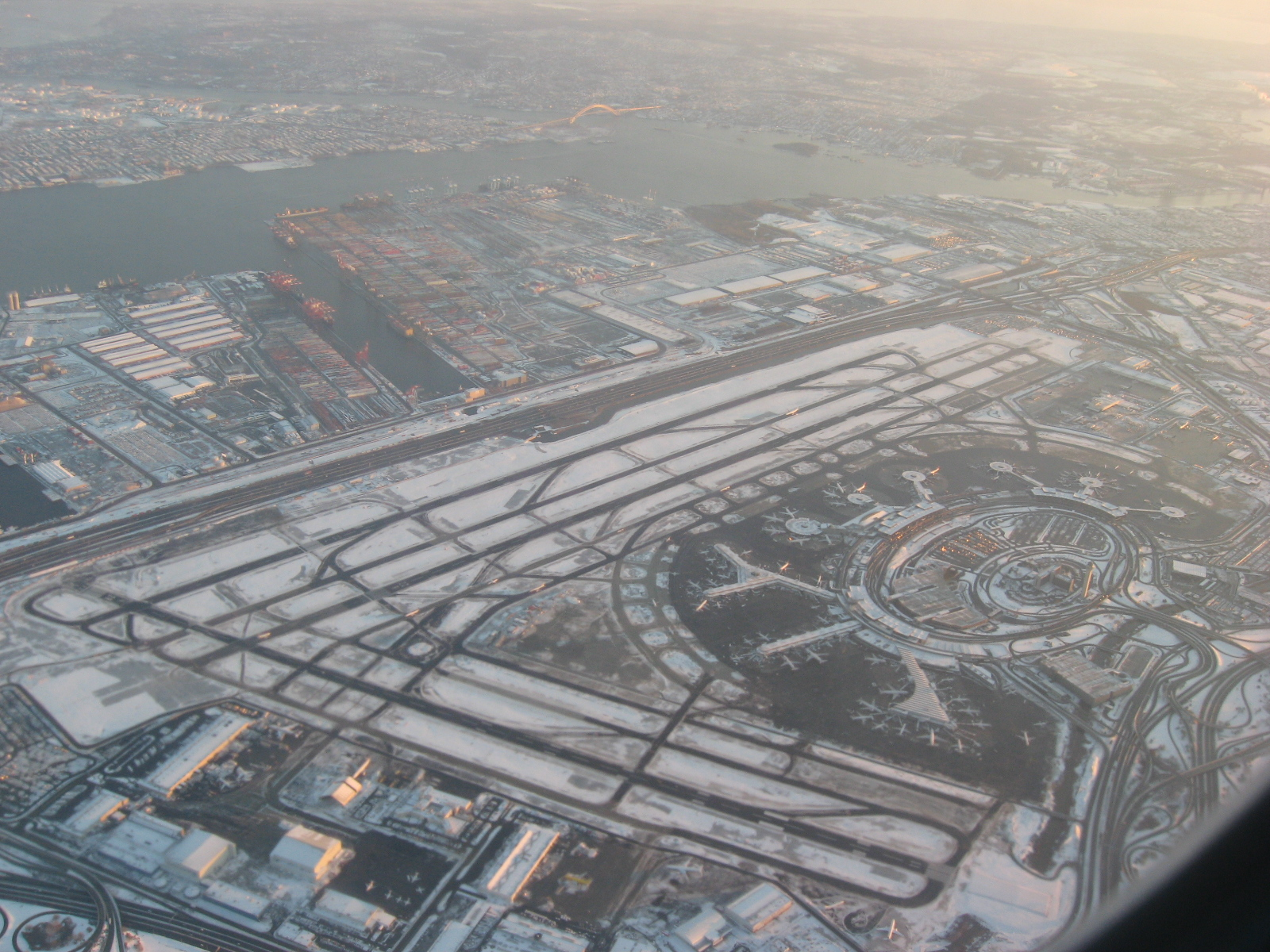
Newark Liberty nemzetközi repülőtere New Jerseyben, a levegőből nézve

A vasútvonalak túlnyomó részét (240 000 km) inkább csak teherszállításra használják, amelyeken több vasúttársaság is osztozik. A legtöbb tehervonat akár több kilométer hosszú is lehet, mutatva ezzel, hogy az Egyesült Államokban a teherszállításért elsődlegesen a vasút felel. A vonalak legnagyobb része nem villamosított.

### Légi
Az Egyesült Államokban 2008-ban közel 15 000 repteret tartottak számon, amellyel világelsők. A nagyobb városoknak általában több repülőtere van, amelyeket az utasszállító légitársaságok előszeretettel ki is használnak. Érdekesség, hogy az USA az egyetlen ország, amelynek nincs nemzeti légitársasága. 2001. szeptember 11. óta különösen magas szintű a repülőterek biztonsági szintje. De sok légitársaság üzemel az Egyesült Államokban (American Airlines, Northwest Airlines, Delta Air Lines).
A legfrekventáltabb belföldi útvonal a New York – Los Angeles útvonal, amelyen évente megközelítőleg 1,8 millió ember utazik; a legfrekventáltabb külföldi útvonal pedig a New York – London útvonal, amit évente 3 millió utas használ.

### Vízi
Az Amerikai Egyesült Államok vízhálózata az átlagosnál sokkal sűrűbb. A nagy pacifikus nyomás hatására a folyók leginkább a kontinens keleti felében futnak (pl. a Mississippi-Missouri, az Ucayali-Amazonas és a Paraná-Paraguay vízrendszerek), a legnagyobb vízgyűjtő területe az Atlanti-óceánnak van.

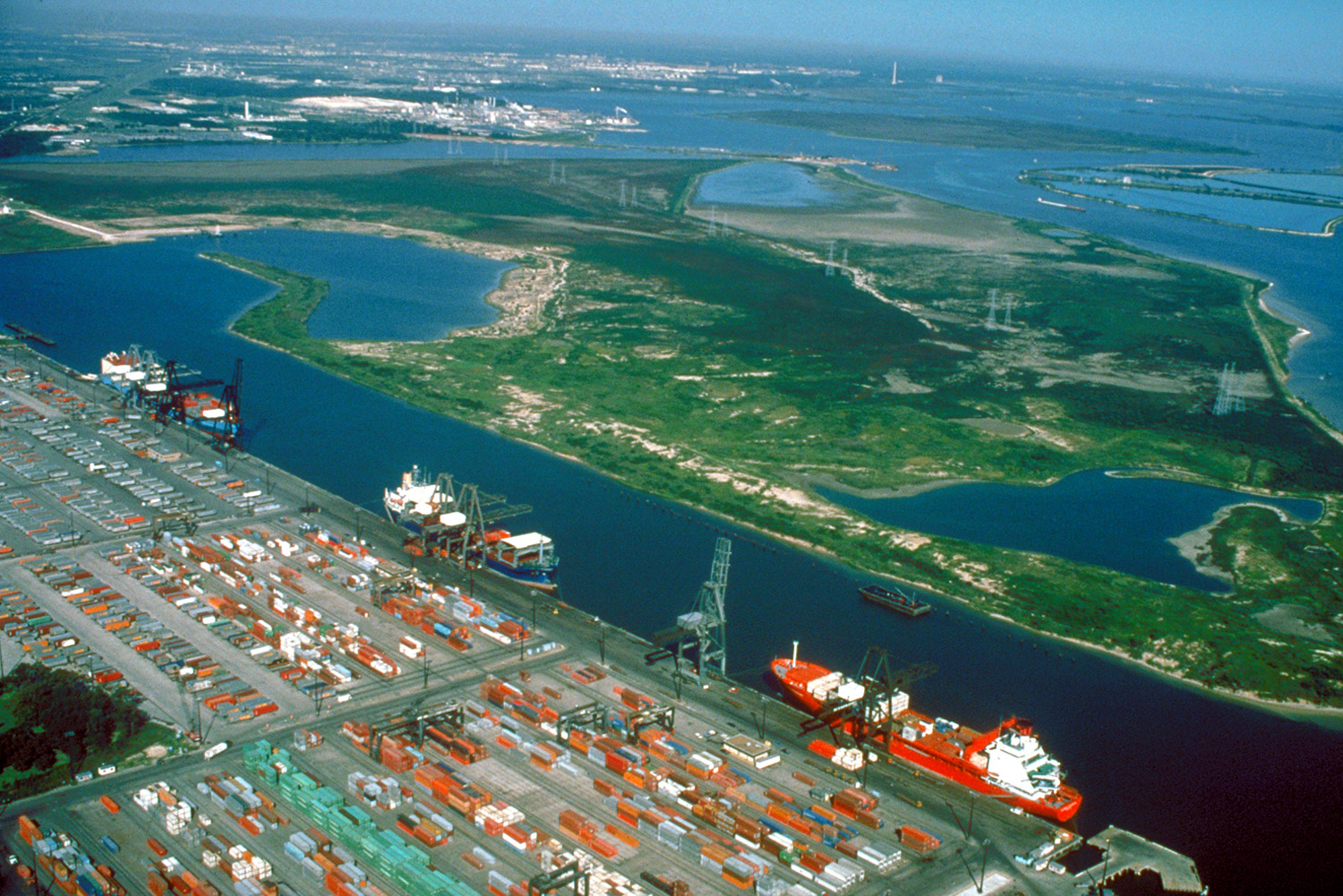
Houston konténerkikötője

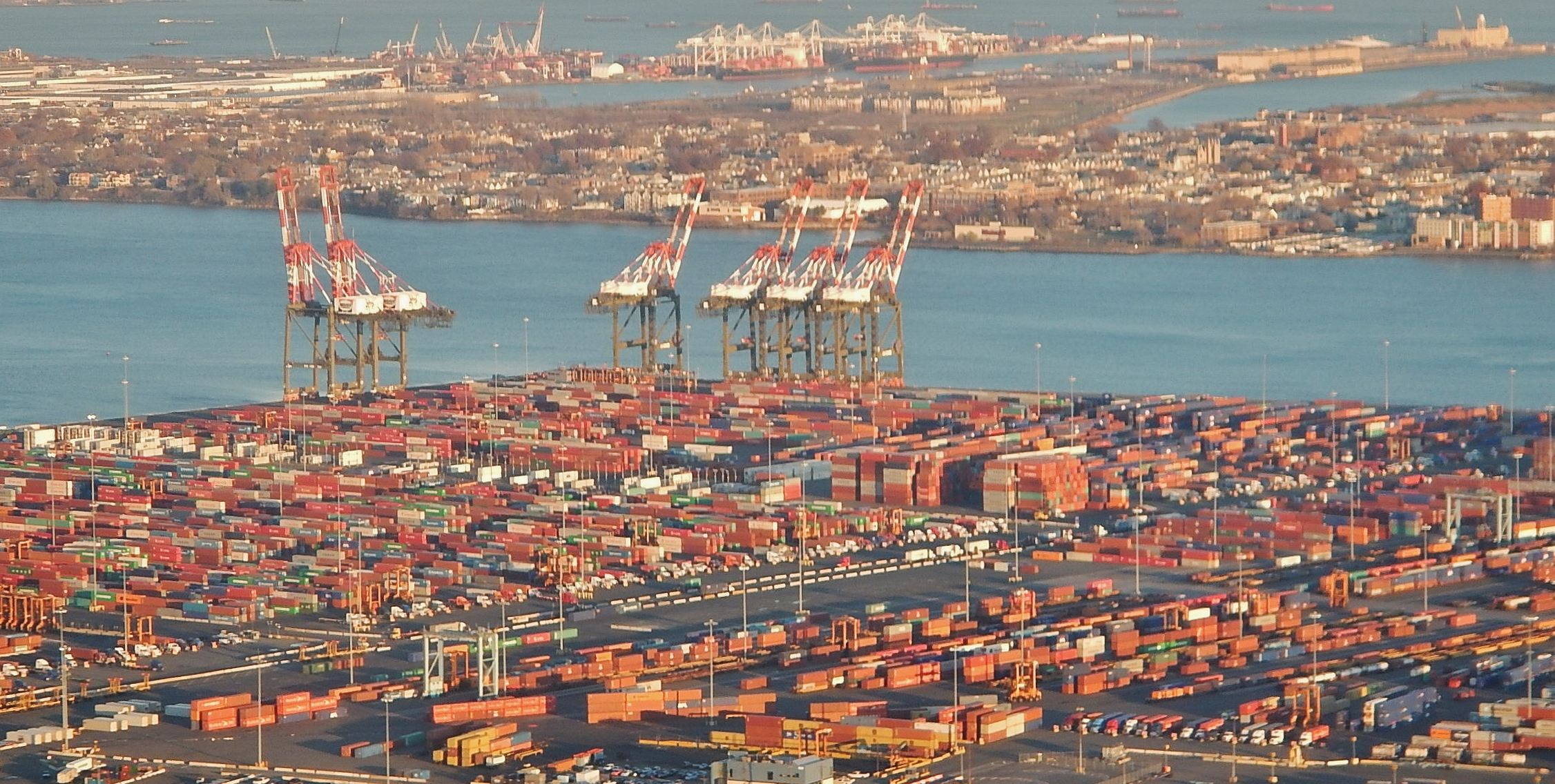
Port Newark

| No. | Kikötő                                | Állam               |
| --- | ------------------------------------- | ------------------- |
| 1   | Port of South Louisiana               | Louisiana           |
| 2   | Houston                               | Texas               |
| 3   | Port Newark–Elizabeth Marine Terminal | New Jersey New York |
| 4   | Beaumont                              | Texas               |
| 5   | Long Beach                            | Kalifornia          |
| 6   | Port of Hampton Roads                 | Virginia            |
| 7   | New Orleans                           | Louisiana           |
| 8   | Corpus Christi                        | Texas               |
| 9   | Baton Rouge                           | Louisiana           |
| 10  | Los Angeles                           | Kalifornia          |

## Telekommunikáció
| Hívójel prefix | AA-AL, K, N, W |
| ITU zóna       | 1, 6, 7, 8     |
| CQ zóna        | 3, 4, 5, 6     |

## Kultúra

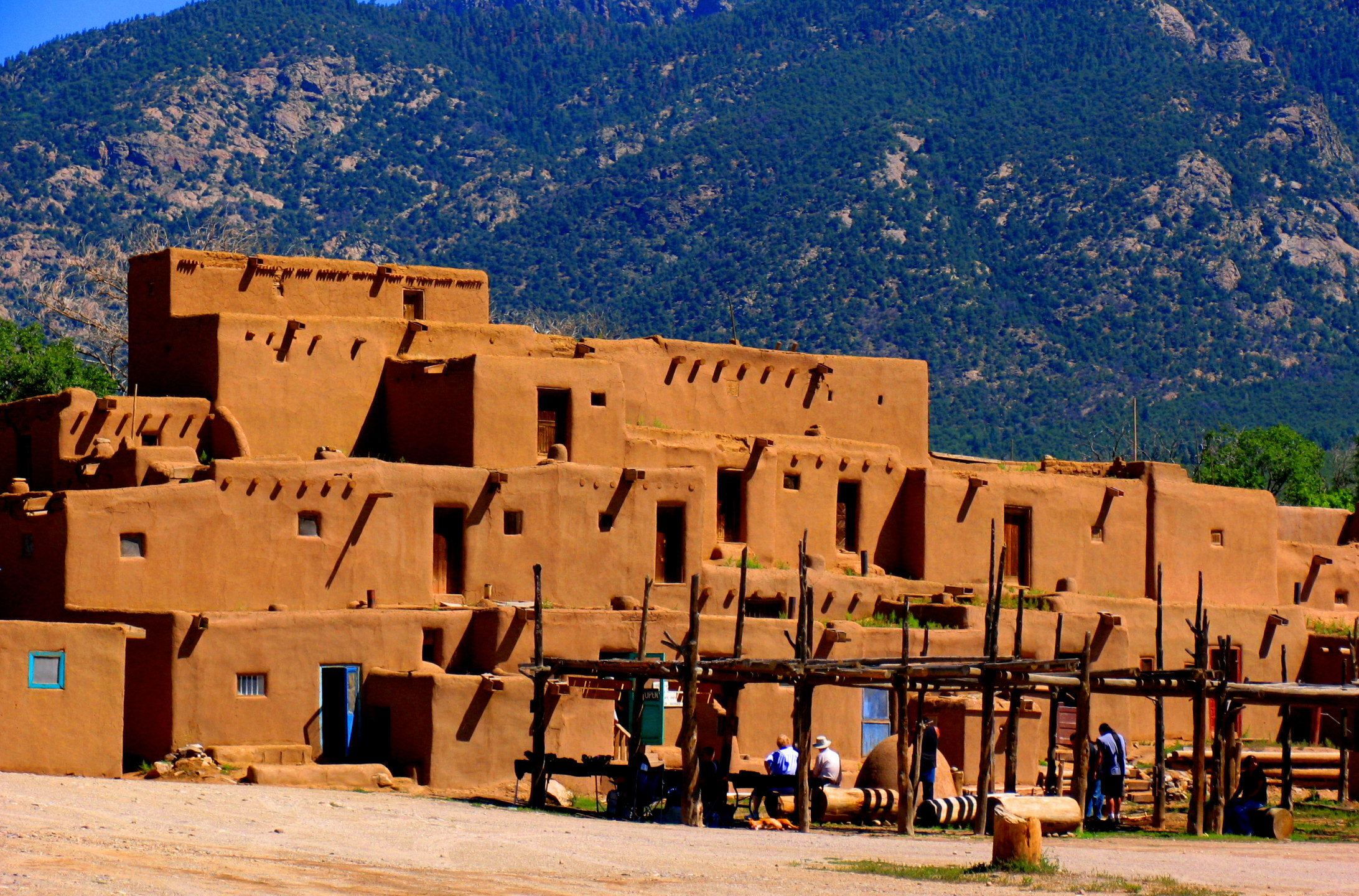
Pueblo de Taos ősi indián falu Új-Mexikó államban

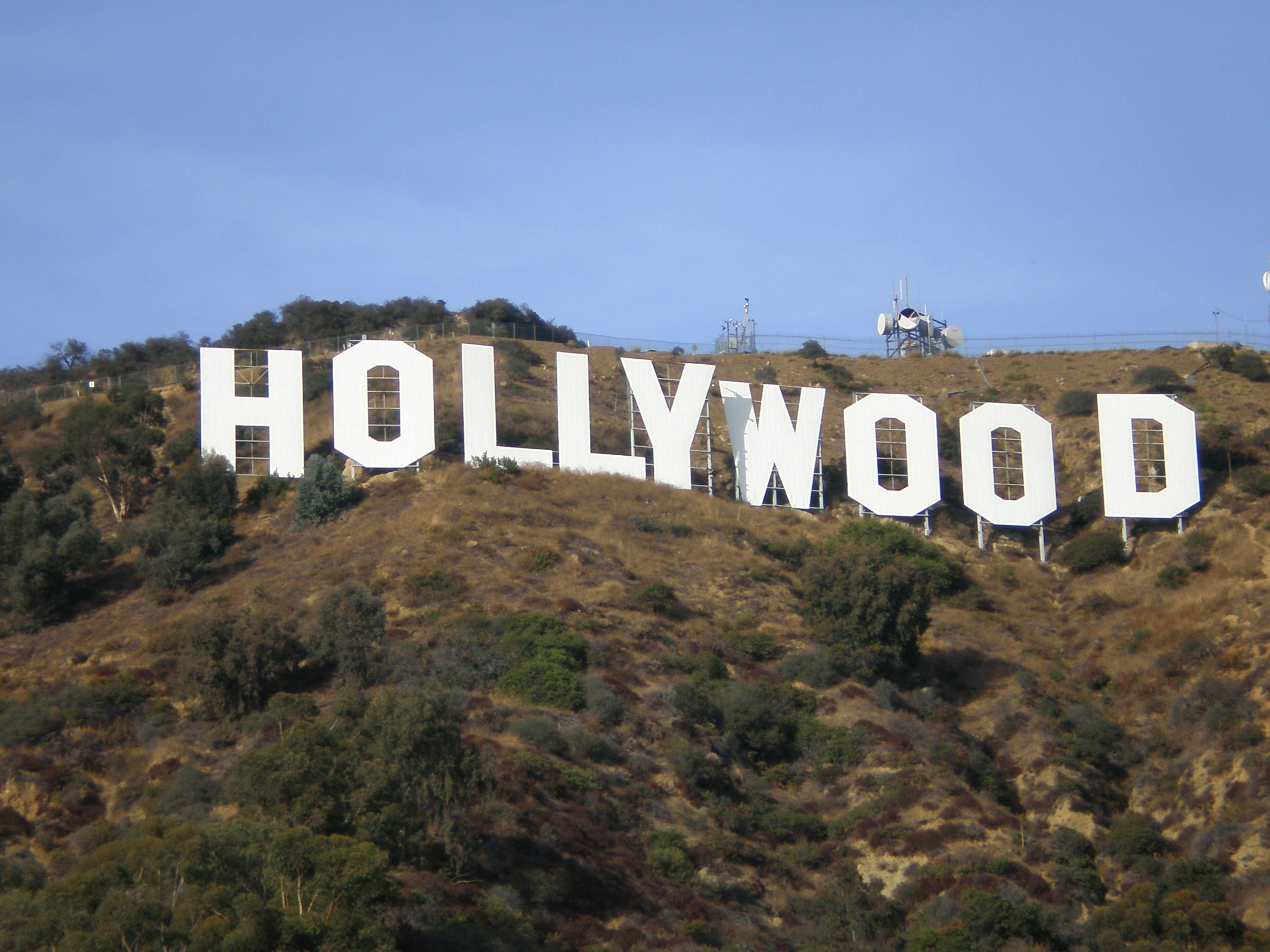
A „Hollywood” felirat a hollywoodi hegyoldalon, a világ filmgyártásának központjában, Kaliforniában

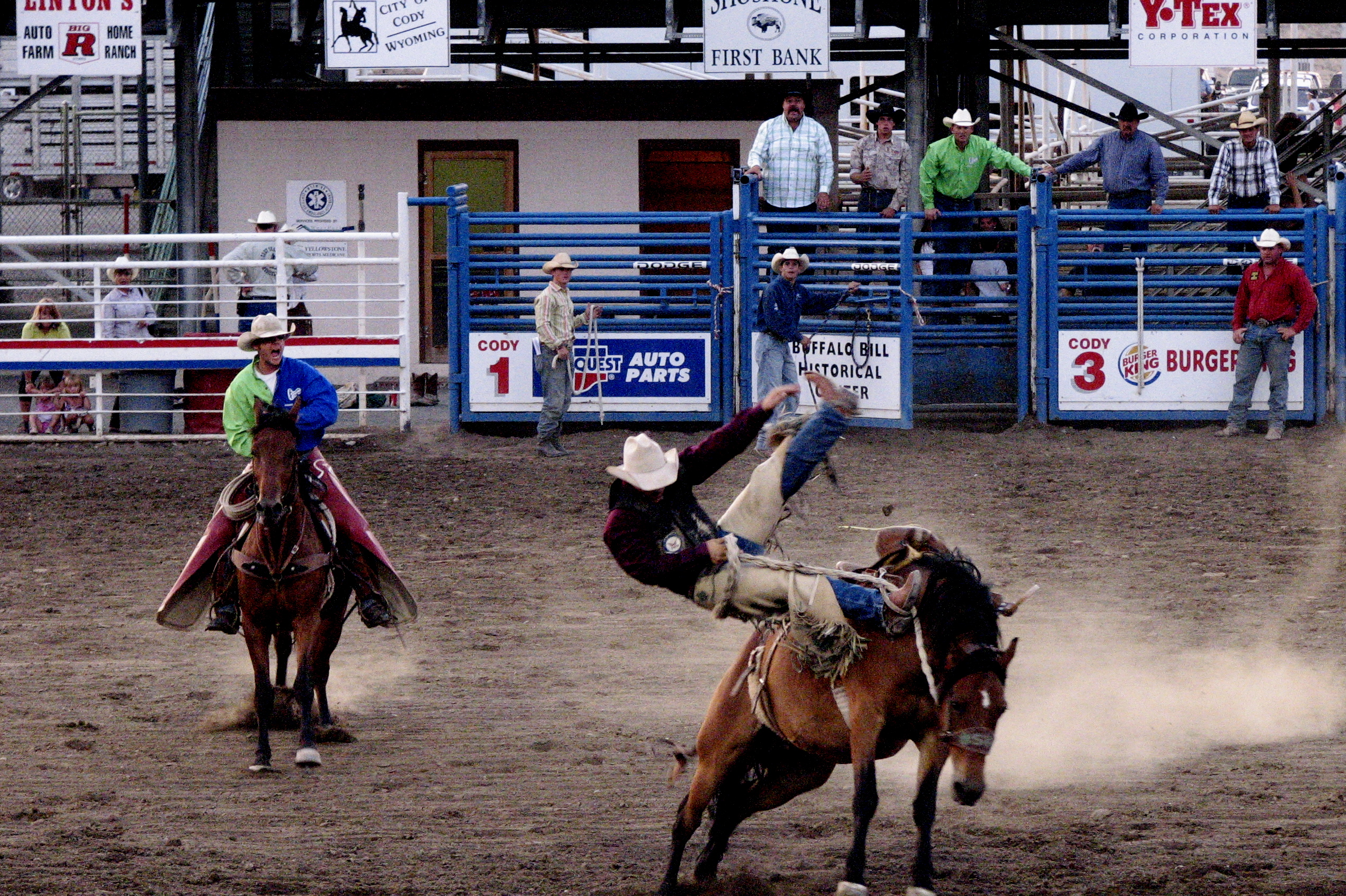
Rodeó

### Híres egyetemek
- Princetoni Egyetem
- Harvard Egyetem
- Columbia Egyetem
- Massachusetts Institute of Technology
- Yale Egyetem
- Stanford Egyetem
- Chicagói Egyetem
- Pennsylvaniai Egyetem (Philadelphia)
- California Institute of Technology
- Georgetown Egyetem
- Cornell Egyetem
- Berkeley Egyetem

### Zene

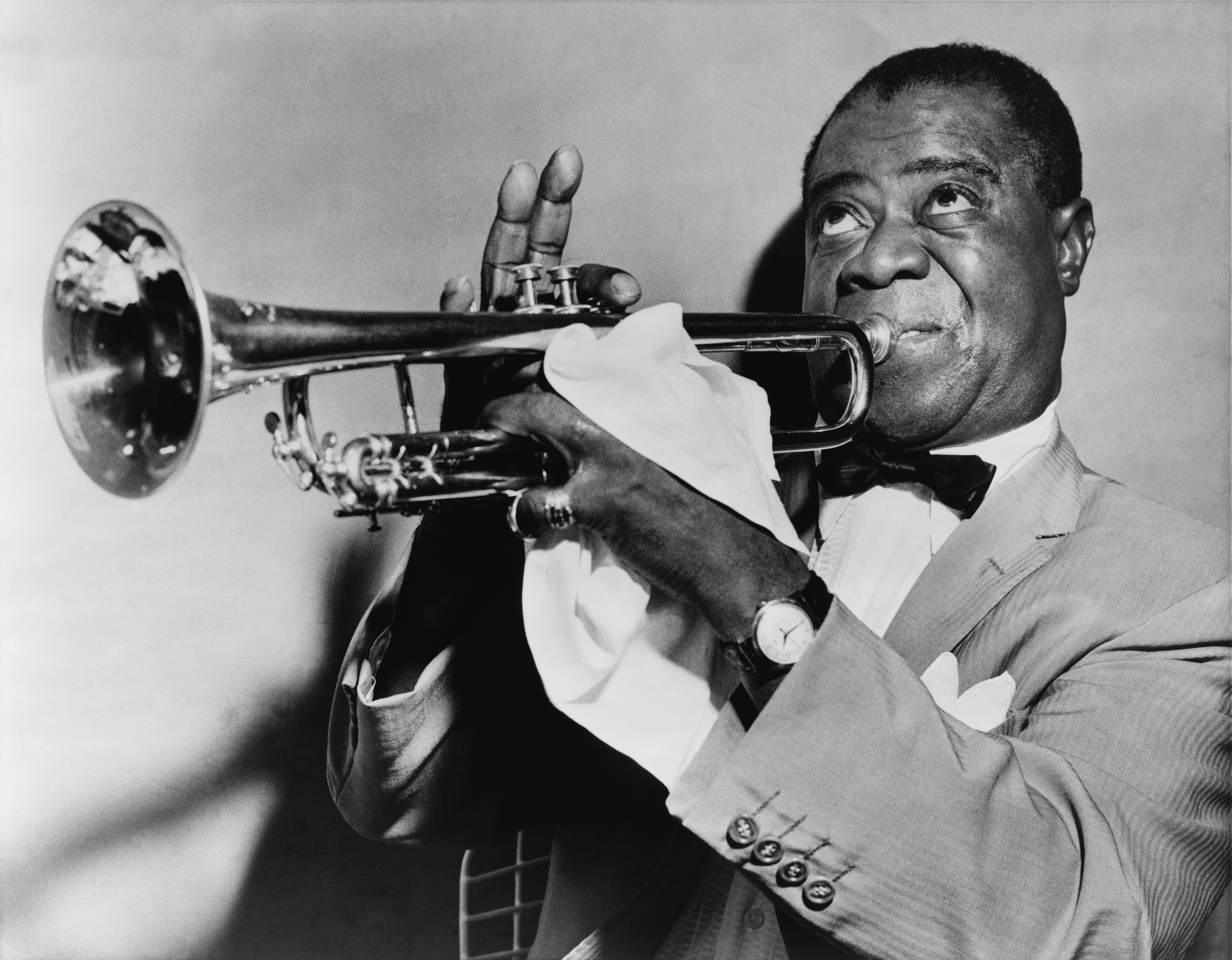
Louis Armstrong a dzsessz egyik korai képviselője

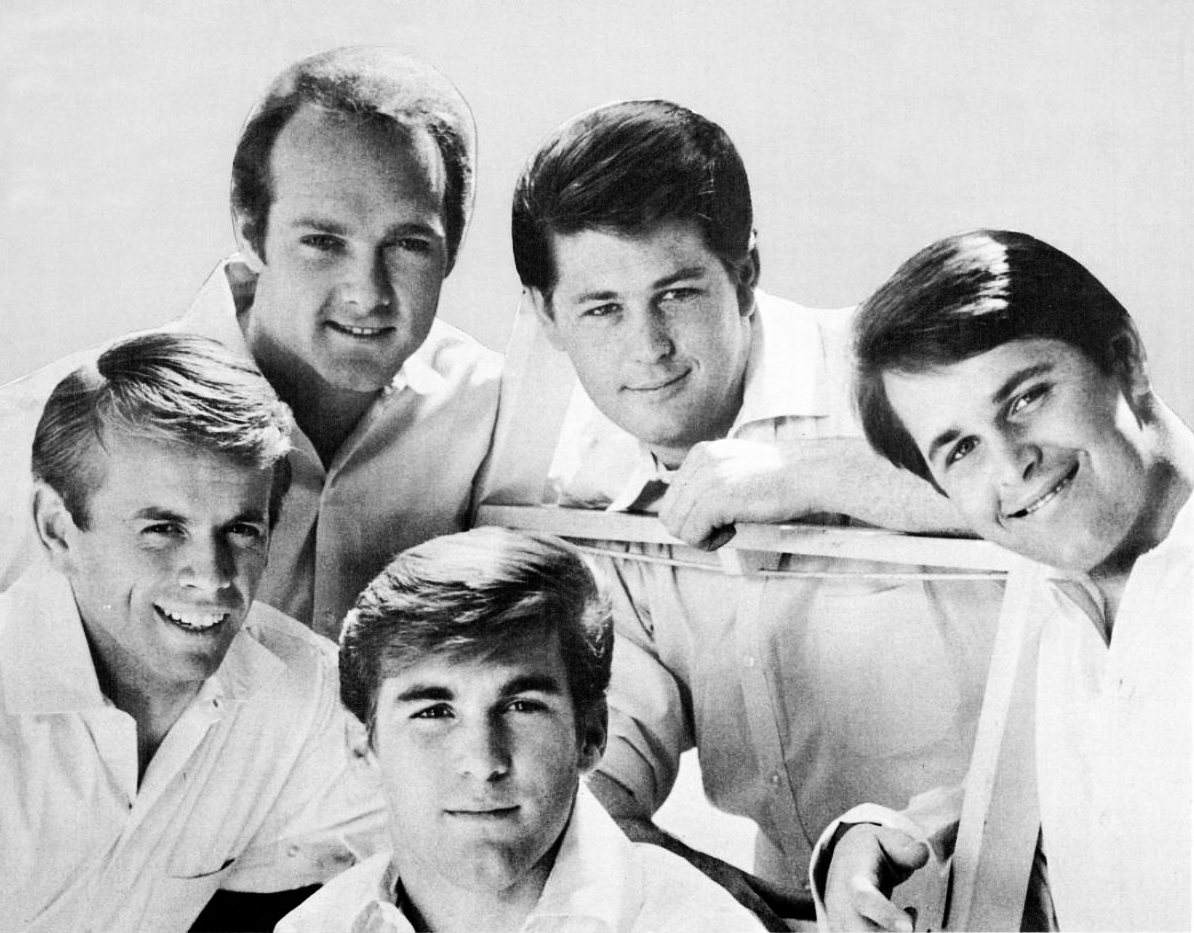
The Beach Boys

## Sport

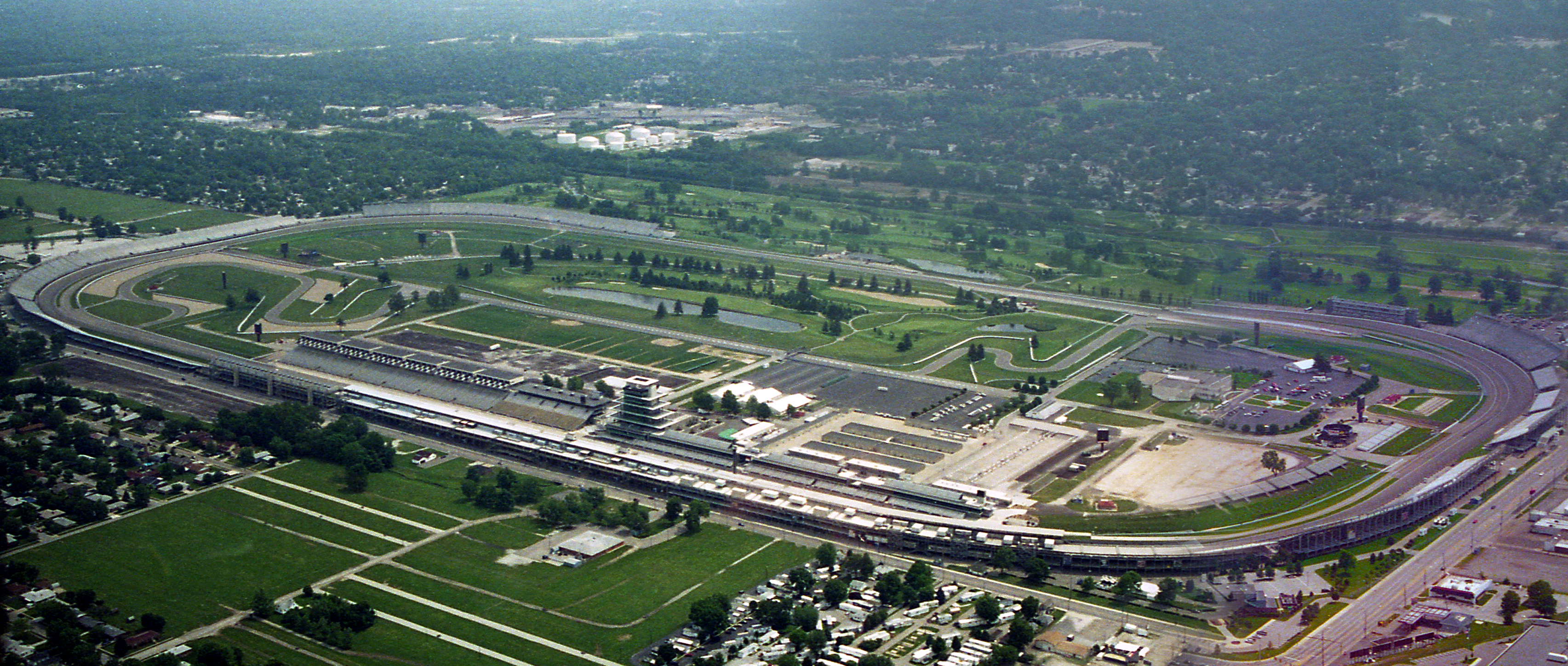
Indianapolis Motor Speedway

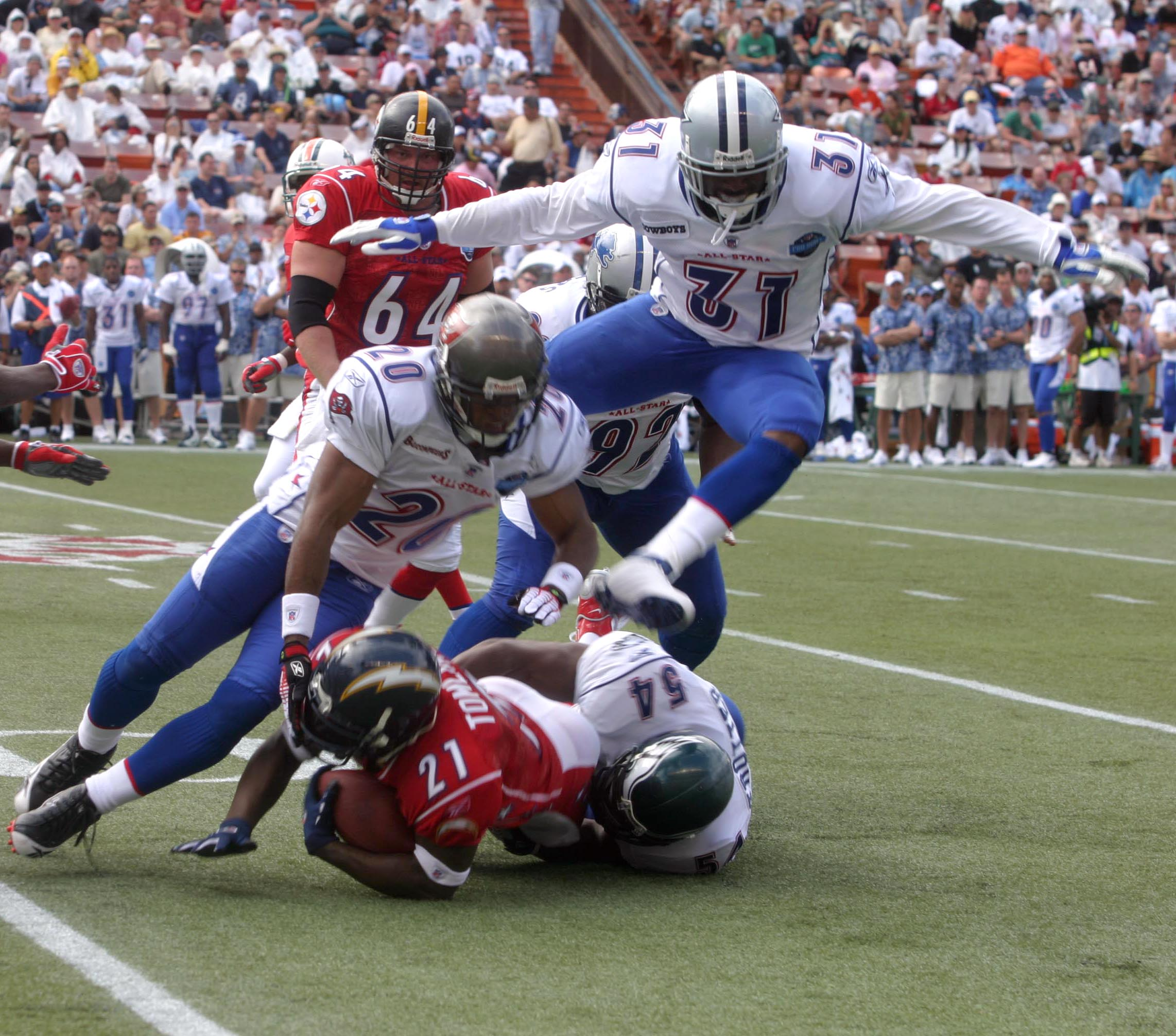
Amerikai futball, az egyik legnépszerűbb sport az Egyesült Államokban

### Olimpia
Az Államokban négy nyári – St. Louis (1904), Los Angeles (1932), Los Angeles (1984), Atlanta (1996) – és négy téli – Lake Placid (1932), Squaw Valley (1960), Lake Placid (1980), Salt Lake City (2002) – olimpiát rendeztek eddig. A nyári játékokon az atlétika, a téli játékokon pedig a gyorskorcsolya a legnépszerűbb az amerikai sportolók körében.
Michael Phelps minden idők eddigi legsikeresebb sportolója az ötkarikás játékokon, a 2008-as pekingi olimpián úszásban megszerzett 8 egyéni aranyérmével világrekordernek számít.

### Motorsportok
Motorsportok terén igen gazdag az Egyesült Államok, itt rendezik meg például 1948 óta a NASCAR sorozatot, valamint a rivális bajnokságát, az IndyCar Seriest. 1911 óta rendezik meg a legendás Indianapolis 500 elnevezésű viadalt, mely egész Amerikában nagy népszerűségnek örvend, illetve 1959 óta a Daytona 500-at, melyet a „NASCAR Super Bowljának” is neveznek az országban.
Az USA két Formula–1-es vb-győztest adott a világnak: 1961-ben Phil Hill, 1978-ban pedig Mario Andretti lett világbajnok. 2010-ben debütált volna a Formula–1-ben a USF1, az első amerikai F1 alakulat, de pénzügyi gondok miatt nem vállalták az indulást. Jelenleg a Haas az egyetlen amerikai csapat a Forma–1-ben. 2023-ban három nagydíjat is rendeznek az Államokban a sport népszerűsítése miatt. A miami, az amerikai és a Las Vegas-i versenyek lesznek megrendezve.

### Kosárlabda
Michael Jordant, minden idők legnagyobb hatású sportolóját, az amerikai NBA kosárlabda-bajnokságban mutatott játéka alapján a valaha volt legjobb és legsikeresebb kosárlabdázójának és egyben sportolójának is tartják.

### Ökölvívás
Muhammad Ali amerikai olimpiai és világbajnok nehézsúlyú ökölvívó (1960), a század egyik legnagyobb sportolójának tartják. Mike Tyson történelmet írt azzal, hogy csaknem 20 évesen lett a legfiatalabb nehézsúlyú ökölvívó-világbajnok (1986), aki arról várt híressé, hogy legtöbb ellenfelét K.O.-val (knock-out – „kiütés”) győzte le.

### Műrepülés
A Red Bull Air Race műrepülő világbajnokságban 2004 és 2007 között amerikai bajnokot avattak: Kirby Chambliss (2004, 2006), Mike Mangold (2005, 2007), akik az amerikai légierő vadászpilótából avanzsáltak műrepülő pilótává.

### Amerikai futball
Az egyik legnépszerűbb sport az amerikai futball, amely nem tévesztendő össze a labdarúgással, amit az amerikai angolban soccernek hívnak. A leghíresebb csapatok ezek: Indianapolis Colts, New England Patriots, Green Bay Packers, Dallas Cowboys.

## Ünnepek

### Szövetségi ünnepek

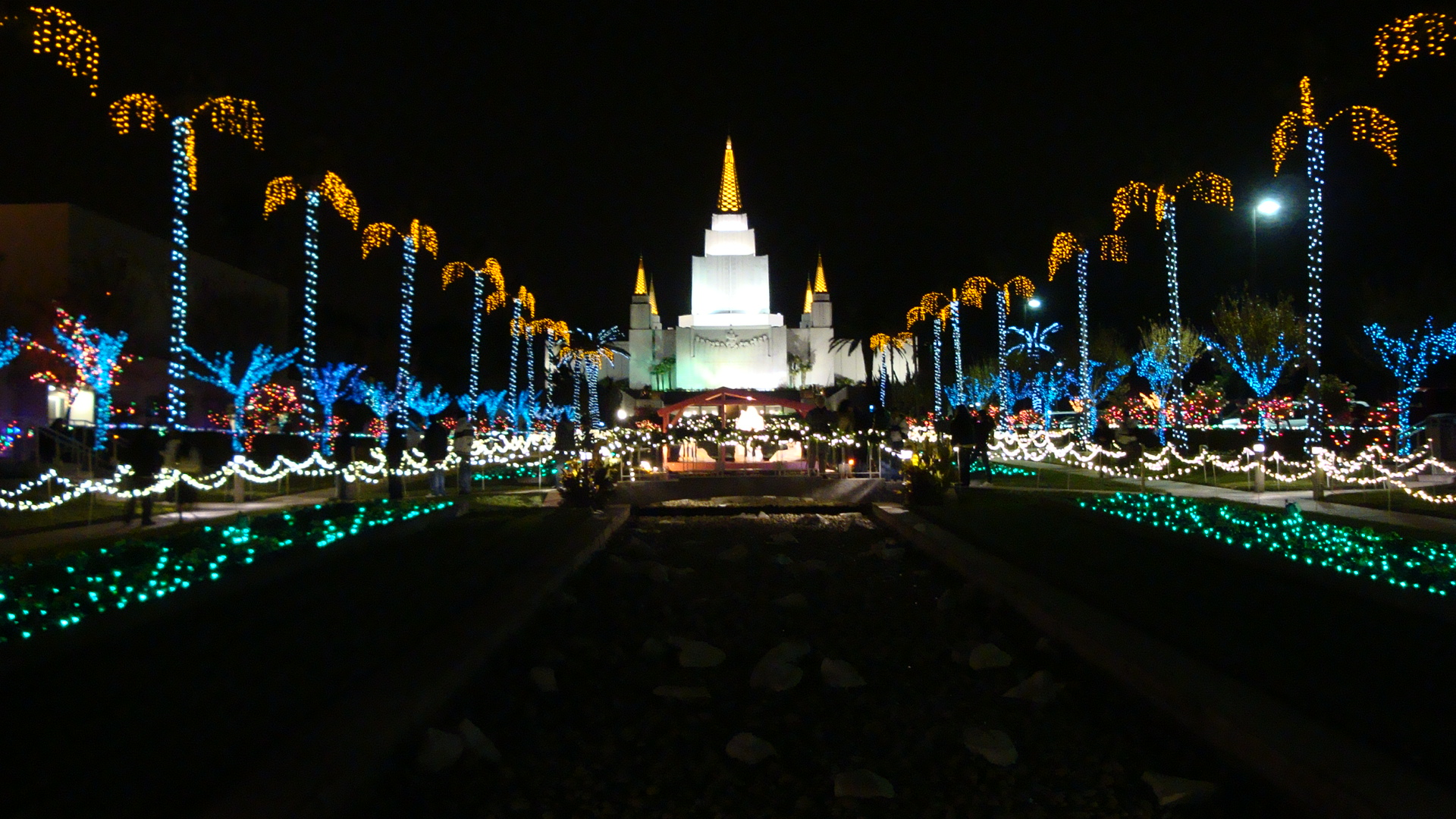
Oakland mormon temploma és környéke karácsonyi fényekben

Az Egyesült Államokban tizenegy szövetségi ünnepnap van; ezek közül ötnek a dátuma kötött, öt mindig hétfőre, egy pedig mindig csütörtökre esik. Az ezekre a napokra vonatkozó munkaszüneti nap csak szövetségi alkalmazottakra érvényes. A magánszektor dolgozóinak munkaszüneti napjáról a munkaadó dönt

#### Állandó dátumú szövetségi ünnepek
- Újév – január 1. – Az újév megünneplése hasonló, mint Európában. Országszerte tűzijátékokat tartanak. A legnagyobb esemény ezen a napon a New York-i Times Square-en a visszaszámlálás.
- Juneteenth Nemzeti Függetlenségi Nap – június 19.
- Függetlenség napja – július 4.
- Veteránok napja – november 11.
- Karácsony – december 25. (Bővebben: Karácsony az Amerikai Egyesült Államokban)
- Ha egy szövetségi ünnep hétvégére esik, a munkaszüneti napot átteszik a következő munkanapra.

#### Változó dátumú szövetségi ünnepek

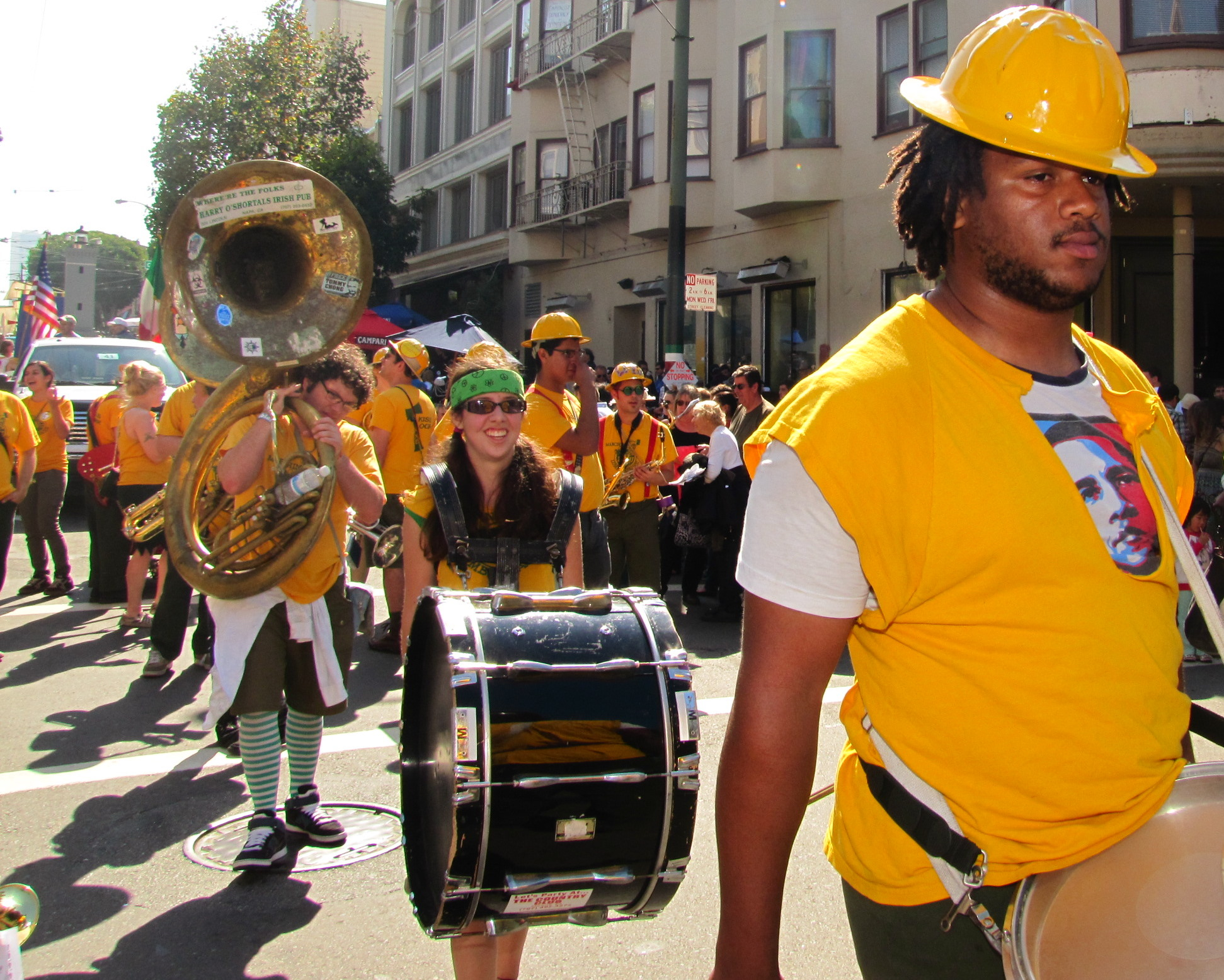
Felvonulók a Kolumbusz-napi parádén San Franciscóban

- Martin Luther King születésnapja – január harmadik hétfője
- George Washington születésnapja – február harmadik hétfője
- Emlékezet napja – május utolsó hétfője
- A munka ünnepe – szeptember első hétfője
- Kolumbusz-nap – október második hétfője
- Hálaadás napja – november negyedik csütörtöke

### Egyéb ünnepek

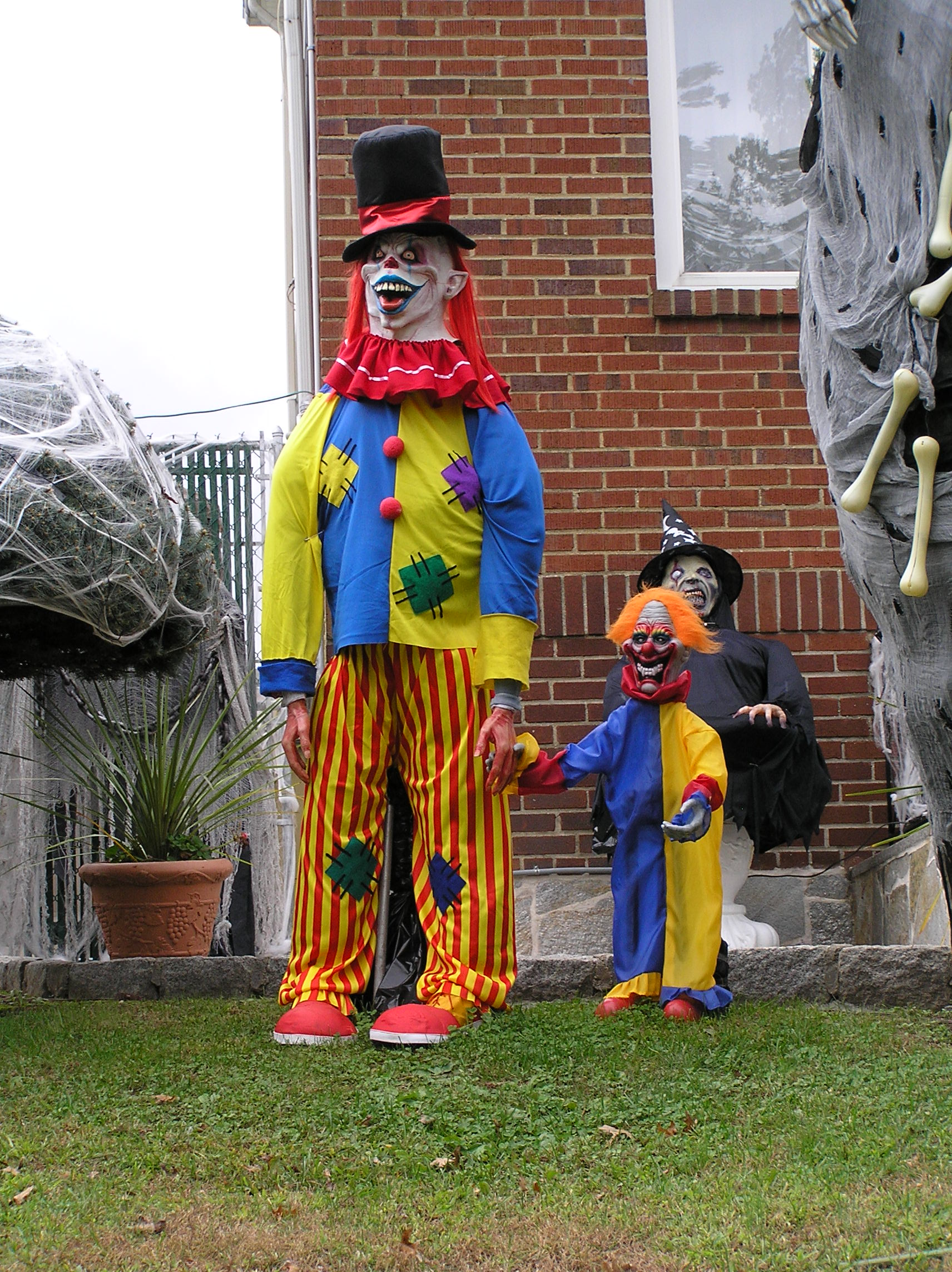
Halloween-napi jelmezek

- Anyák napja

A magyar szokással ellentétben az Egyesült Államokban (és sok más országban is) nem május első, hanem második vasárnapján ünneplik az anyák napját.
- Apák napja

Nem ér fel az anyák napja népszerűségével.
- Elnökök napja – február

George Washington, az USA első elnöke 1732. február 22-én született. Az ünnepet minden amerikai elnök tiszteletére tartják.
- Valentin-nap – február 14.
- Szent Patrik napja – március

Az ír származású amerikaiak ünnepe a március 17-ei Szent Patrik-nap. A legnagyobb ünnepségeket New Yorkban, Bostonban és Chicagóban tartják. Az emberek tetőtől talpig zöldbe öltözve mutatják ki a Írország iránti szeretetüket.
- Hazafiság napja – szeptember 11. A 2001. szeptember 11-ei terrortámadás 2974 áldozatának emléknapja.
- Halloween – október 31. (Mindenszentek előestéje)
- Kwanzaa – december 26. – január 1. – afro-amerikai ünnep a karácsonyi ünnepkörben

## Érdekességek

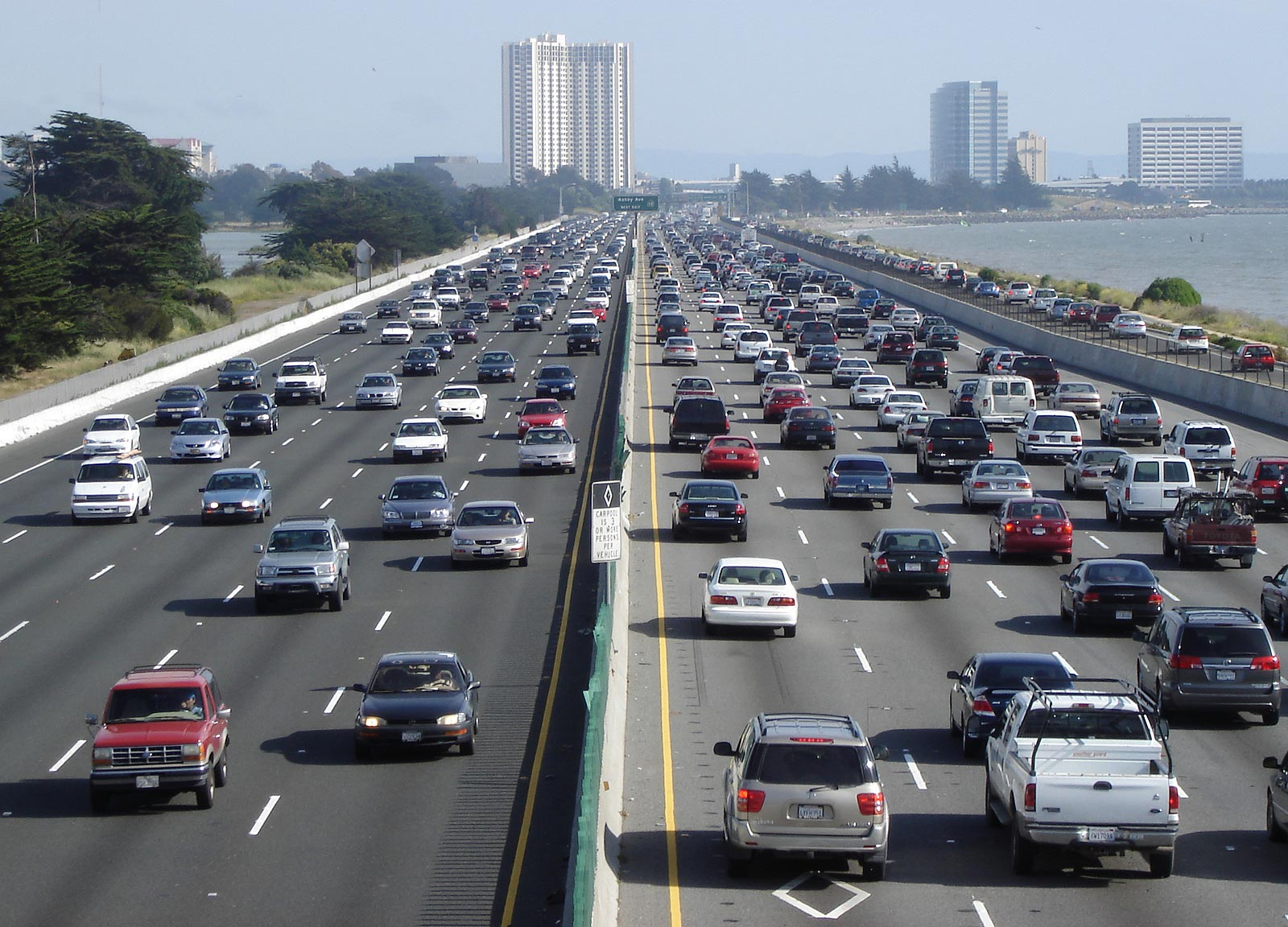
Egy forgalmas kaliforniai autópálya

Az amerikaiak életében központi helyet foglal el az autó. A családok négyötödének van legalább egy kocsija. A személyforgalom 83%-át ezzel bonyolítják le. A kipufogógáz okozta szennyeződés így egyre több államot késztet arra, hogy szigorúan ellenőrizze a gépkocsik szennyezőanyag-kibocsátását.
- Az amerikai állampolgároknak átlagosan több az adósságuk mint a vagyonuk.

Lásd: Az amerikai álom

## Turizmus

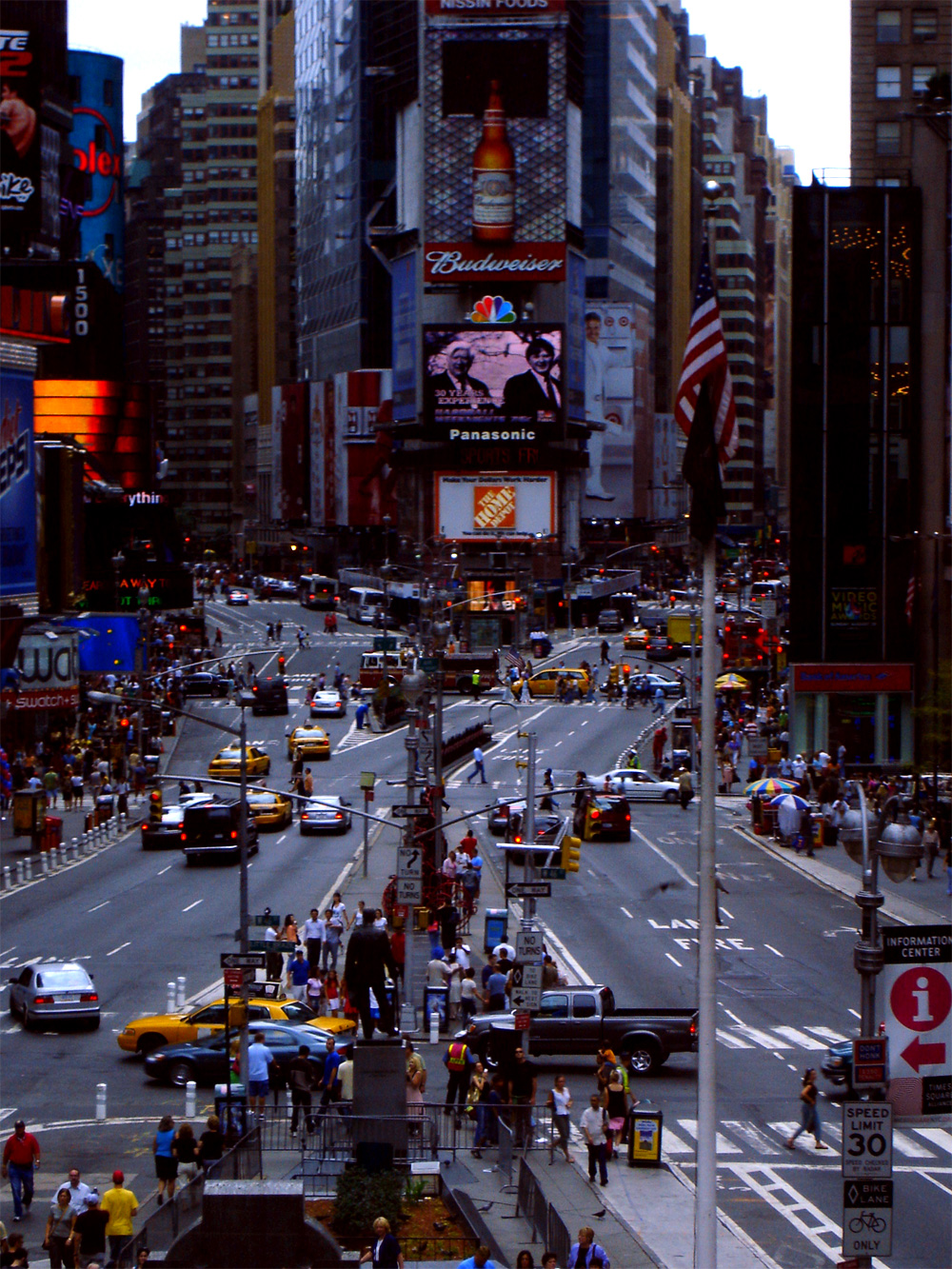
A Times Square egy képe New York városában

A leglátogatottabb turisztikai célpontok 2008-ban:
| Név                                         | Helyszín                    | Látogató (millió fő) |
| ------------------------------------------- | --------------------------- | -------------------- |
| Walt Disney World Resort                    | Orlando, Florida            | 45                   |
| Mall of America                             | Bloomington, Minnesota      | 40                   |
| Times Square                                | New York, New York          | 35                   |
| Las Vegas Strip                             | Las Vegas, Nevada           | 31                   |
| National Mall and Memorial Parks            | Washington, D.C.            | 24                   |
| Disneyland Resort                           | Anaheim, Kalifornia         | 22,1                 |
| Faneuil Hall Marketplace                    | Boston, Massachusetts       | 20                   |
| Fisherman's Wharf/Golden Gate Area          | San Francisco, Kalifornia   | 14                   |
| Niagara-vízesés                             | New York (állam)            | 12                   |
| Great Smoky-hegység Nemzeti Park            | Észak-Karolina és Tennessee | 9,4                  |
| Navy Pier                                   | Chicago, Illinois           | 8,6                  |
| Lake Mead National Recreation Area          | Las Vegas, Nevada           | 7,6                  |
| Empire Mall                                 | Sioux Falls, Dél-Dakota     | 7                    |
| Universal Orlando Resort                    | Orlando, Florida            | 6,2                  |
| SeaWorld Orlando                            | Orlando, Florida            | 6                    |
| San Antonio River Walk                      | San Antonio, Texas          | 5,1                  |
| Salt Lake Temple                            | Salt Lake City, Utah        | 5                    |
| Delaware Water Gap National Recreation Area | New Jersey és Pennsylvania  | 4,8                  |
| Universal Studios Hollywood                 | Los Angeles, Kalifornia     | 4,7                  |
| Metropolitan Művészeti Múzeum               | New York, N.Y.              | 4,5                  |
| Waikiki Beach                               | Oahu, Hawaii                | 4,5                  |
| Grand Canyon                                | Arizona                     | 4,41                 |

## Magyar vonatkozások
- Magyarok az Amerikai Egyesült Államokban
- Az Amerikai Egyesült Államok budapesti nagykövetsége